# 失われた美術品
失われた美術品（英語: Lost artworks）とは、 かつて存在したことが確認されているものの、現時点における美術館（または個人）の所蔵を確認できない美術品をさす。このような状況におかれる理由としては、故意または過失による損壊や、無知や審美眼の欠如に由来する。
自然災害や戦争といった歴史的な出来事が美術品の損壊や散逸を招いた例もある。たとえば、第二次世界大戦においてはナチス・ドイツによる略奪が展開されていた。うちナチス・ドイツが占領下においていたポーランドから持ち出したアレッサンドロ・トゥルキの絵画『聖母子』は1990年代にニューヨークで競売にかけられる形で見つかり、2022年にも競売にかけられる予定だったが、ポーランド政府によって止められ、2023年に返還された。また、ナチスがユダヤ人画商ヒルデブラント・グルリットを通じて集めたグルリット コレクションは、ヒルデブランドの死後、息子のコルネリウスに相続された。その後、コルネリウスの脱税によりこのコレクションの存在が露となり、略奪品と判明したものは元の持ち主やその遺族に返還され、それ以外はコルネリウスのもとに返されたのち、彼の死後スイスのベルン美術館に遺贈された。
無名作家と誤認された例としては、カラヴァッジオの『エッケ・ホモ』が該当し、これが彼の作品だと気づいたスペイン政府が安価で競売にかけられるのを阻止した。
発注元と作者とのトラブルで破壊（もしくは撤去）に至った例としては、ディエゴ・リベラ の『十字路の人物』などが該当するほか、安全上の理由によるものとしてはリチャード・セラの『 ティルテッド・アーク（傾いた弧） 』が挙げられる。

## 凡例
- ヴァリアントが存在する作品の場合は、現存する他の作品と区別がつくようにする。
  - 例：『ひまわり』（F456）
- 「アイテムが壊されることで芸術作品として完成する」という趣旨の作品は含まない。

## 所在調査中の作品

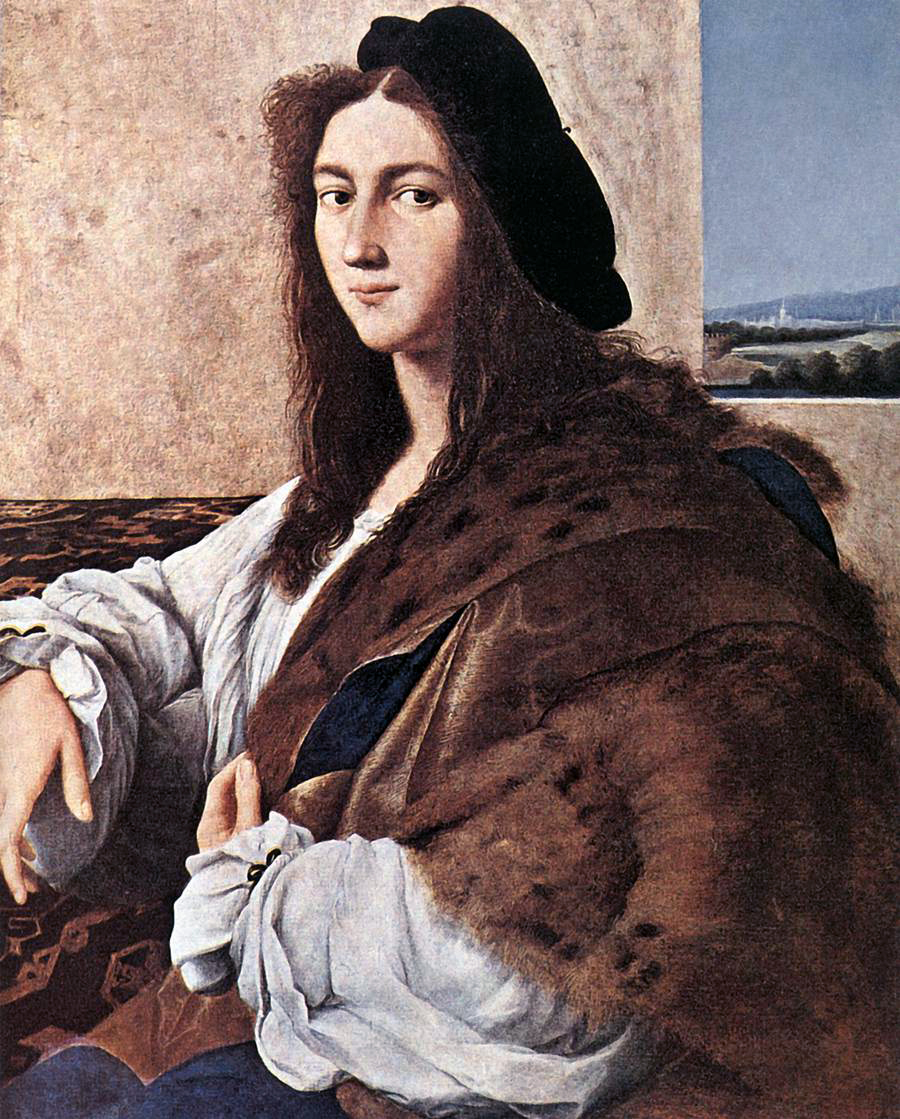
ラファエロ・サンティ"Portrait of a Young Man "
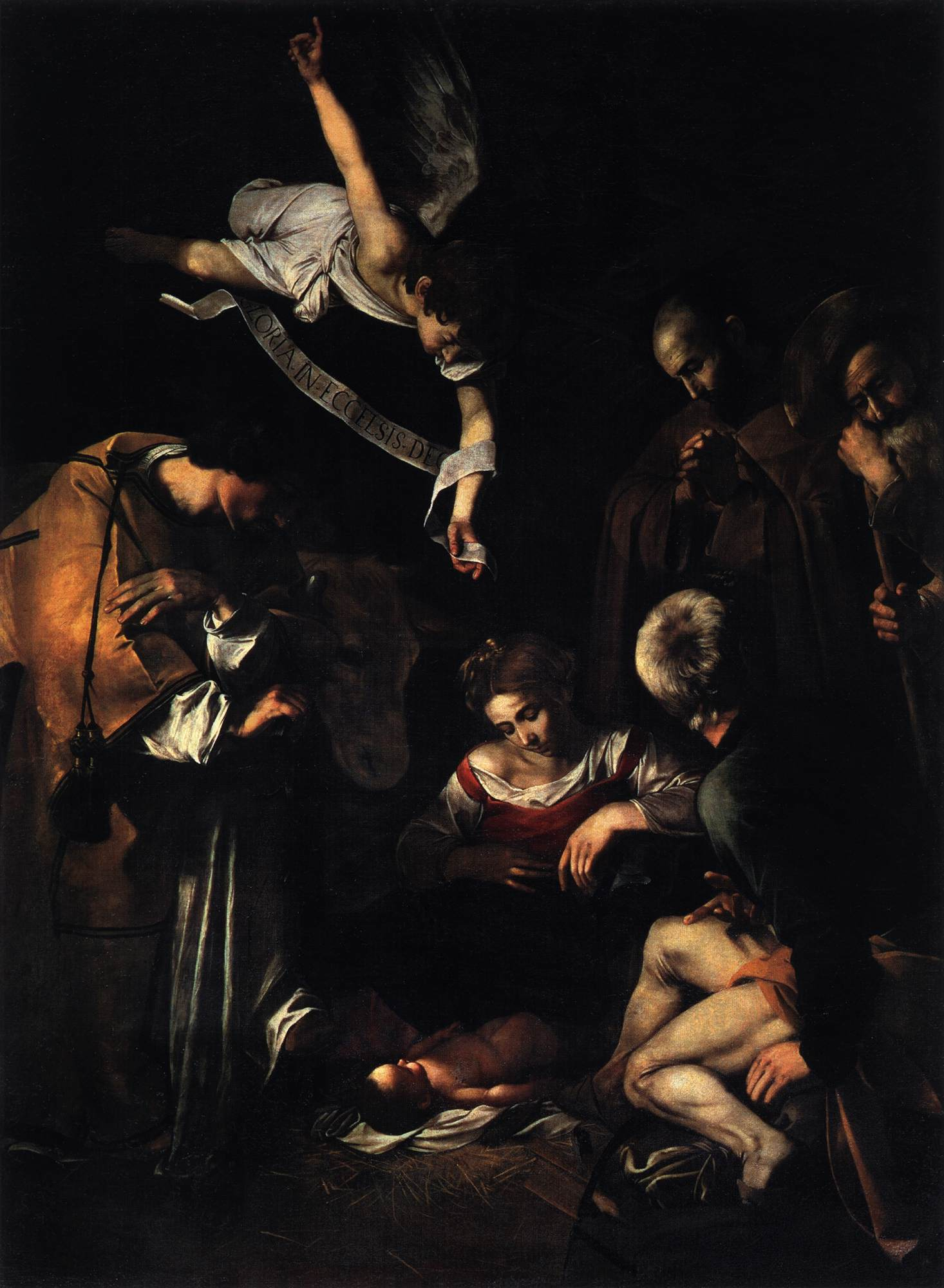
ミケランジェロ・メリージ・ダ・カラヴァッジオ『Nativity with San Lorenzo and San Francesco』
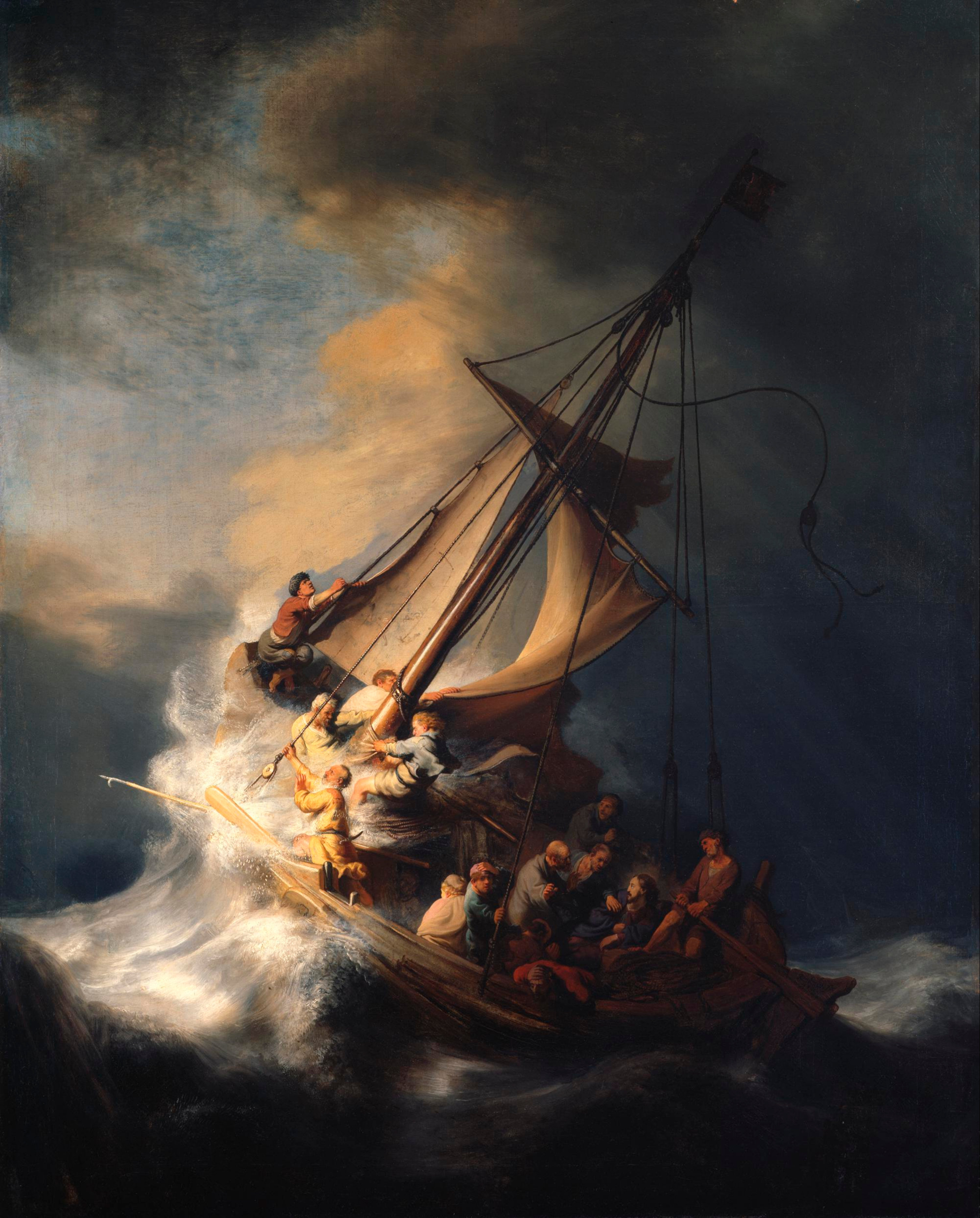
レンブラント・ファン・レイン『ガリラヤの海の嵐'』
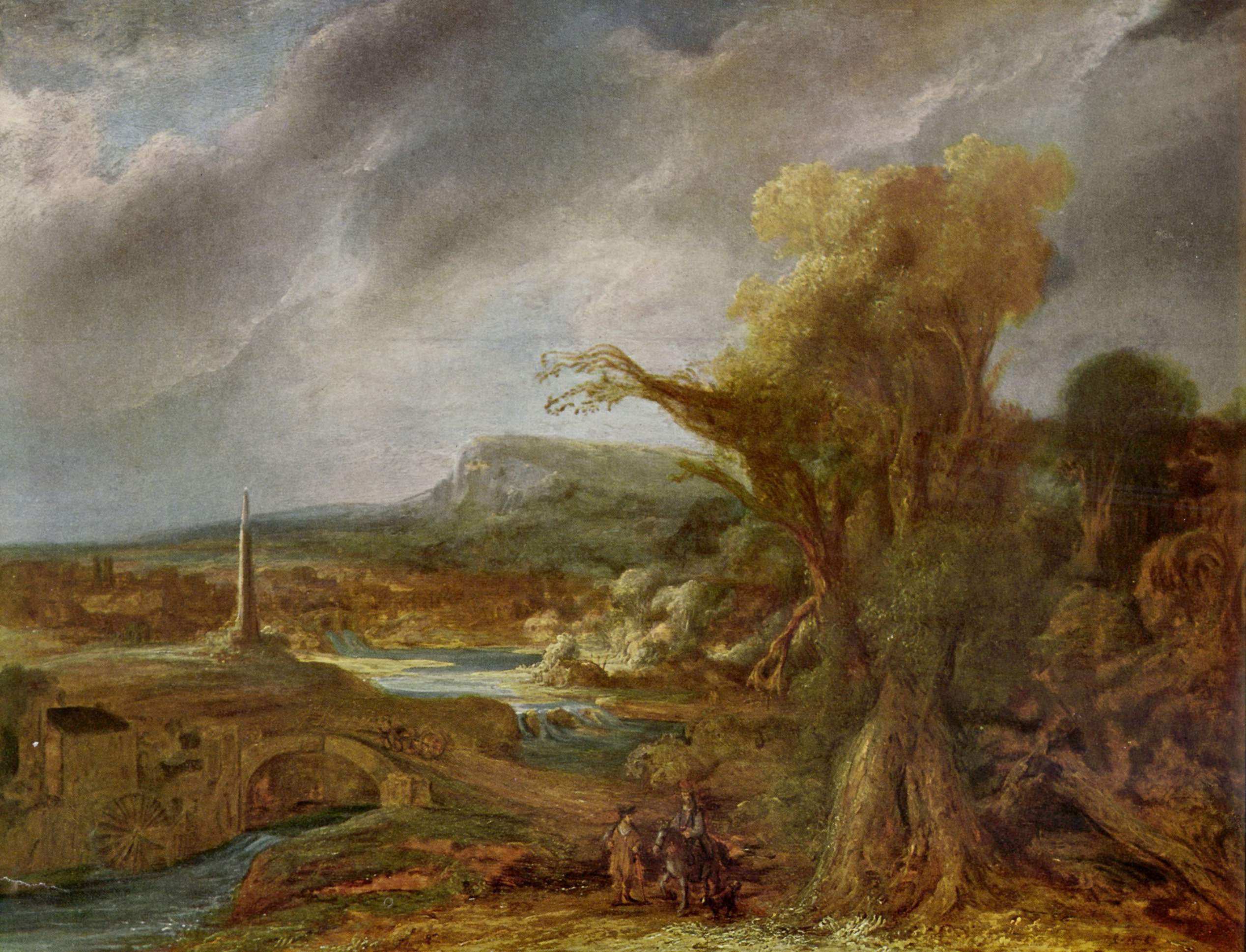
ホーファールト・フリンク Landscape with Obelisk
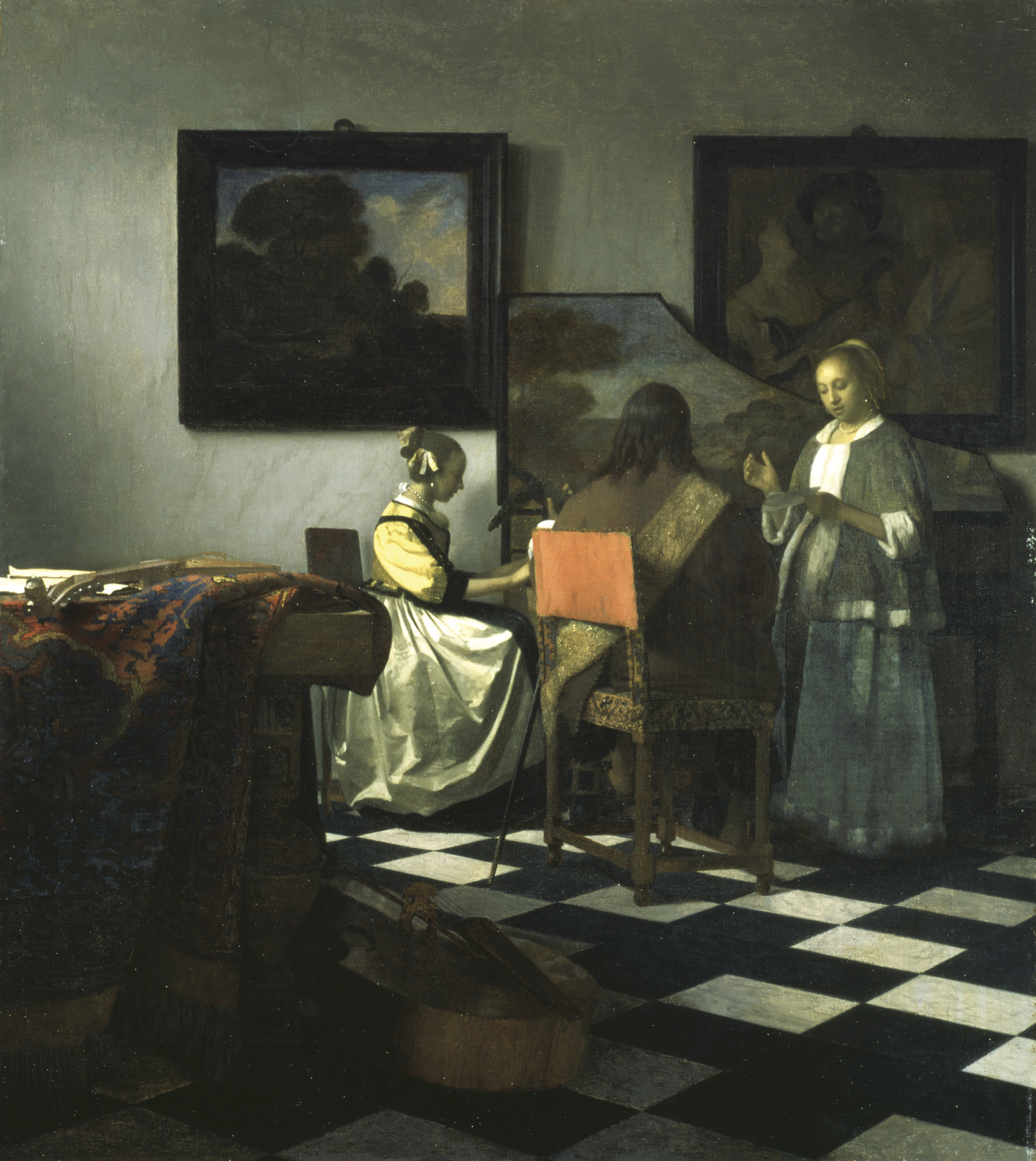
ヨハネス・フェルメール『合奏』
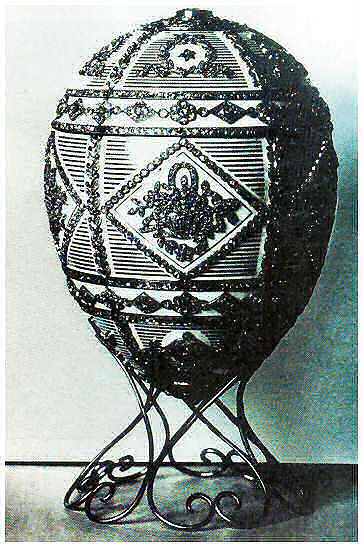
ファベルジェ（英語版）Alexander III Commemorative egg
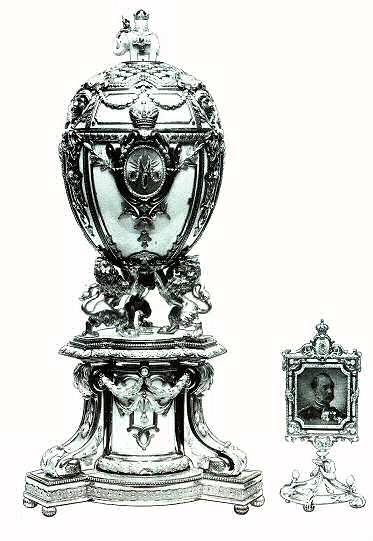
ファベルジェRoyal Danish egg (Danish Jubilee egg)
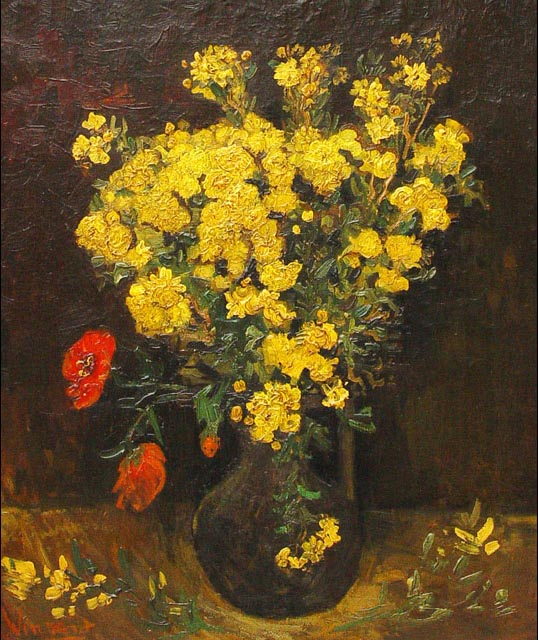
フィンセント・ファン・ゴッホ『ビスカリアのある花瓶』（"Vase with Lychnis"）
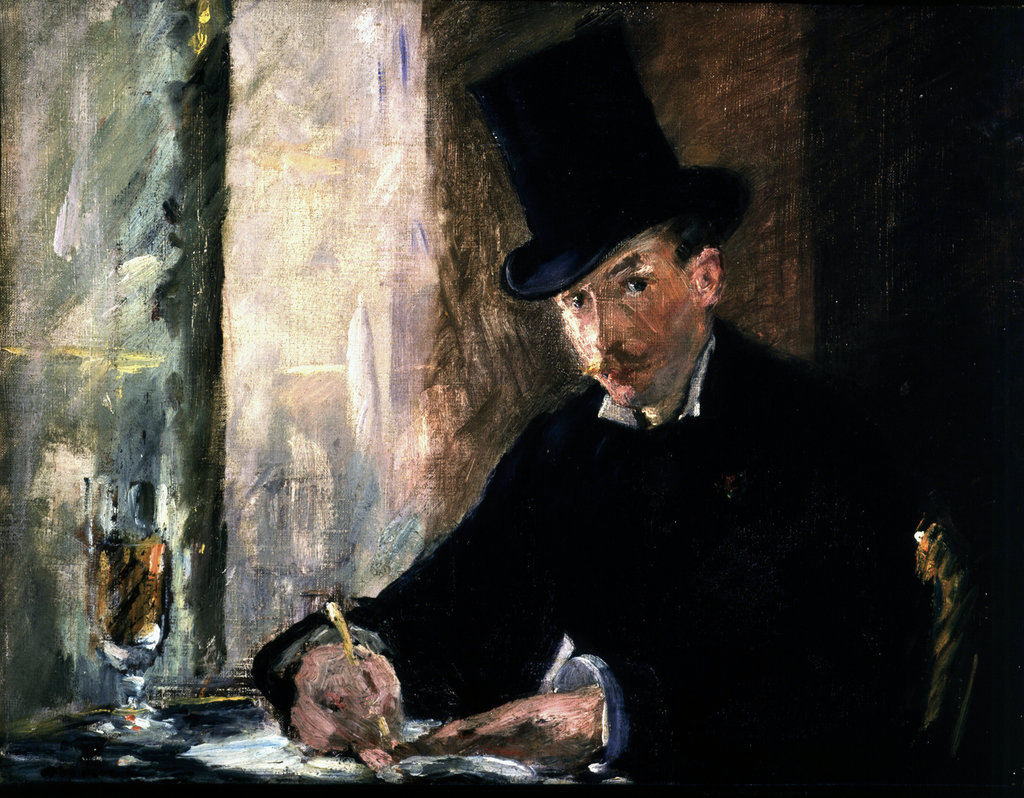
エドゥアール・マネシェ・トルトーニ（英語版）
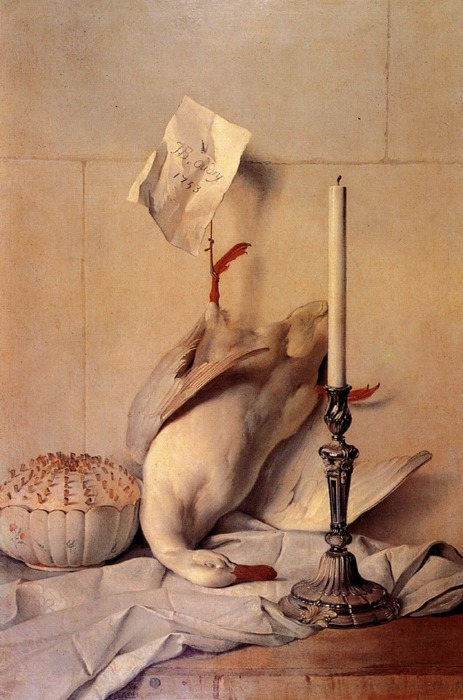
ジャン＝バティスト・ウードリーWhite Duck by
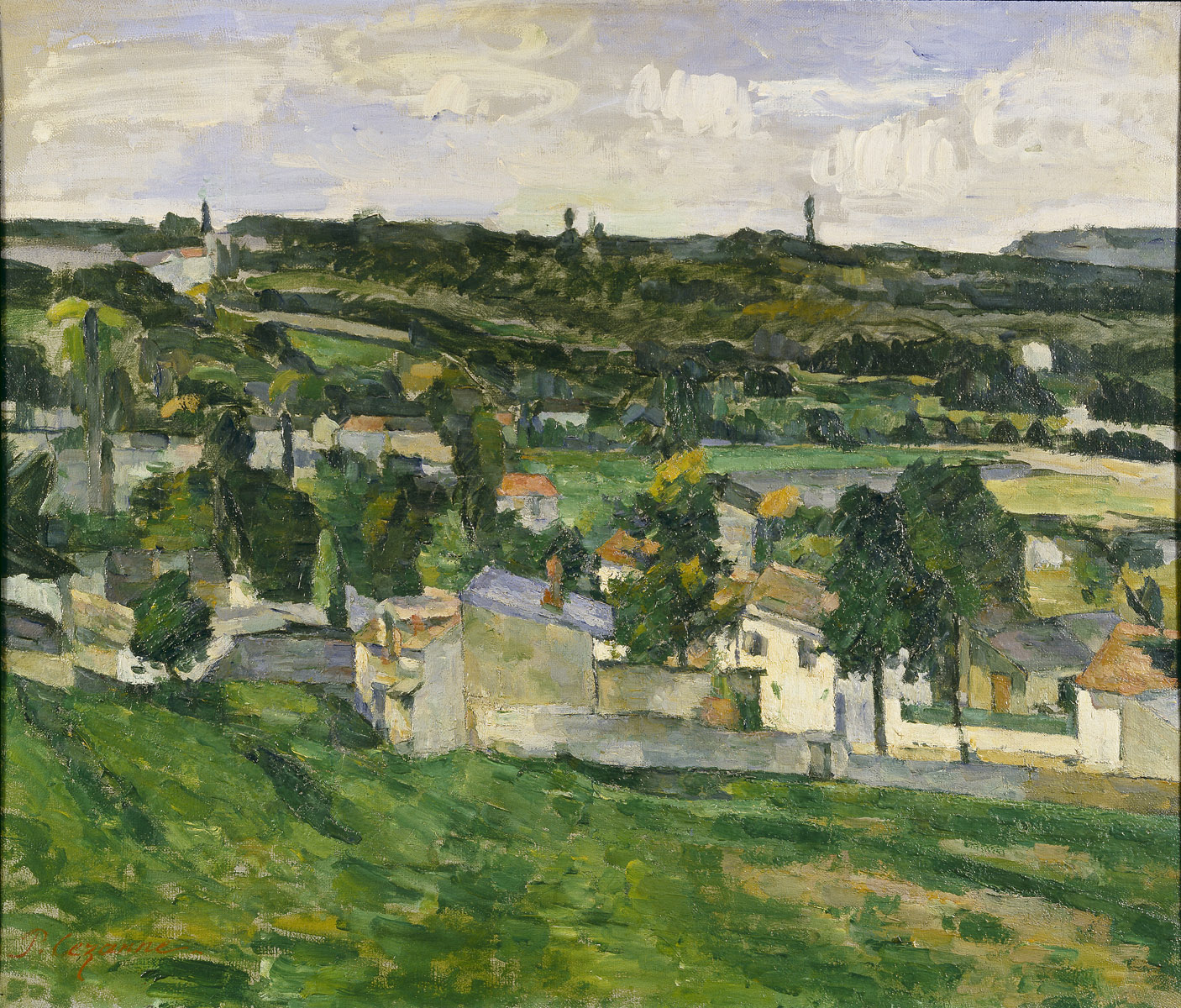
ポール・セザンヌ『オーヴェル＝シュル＝オワーズの眺望（英語版）』
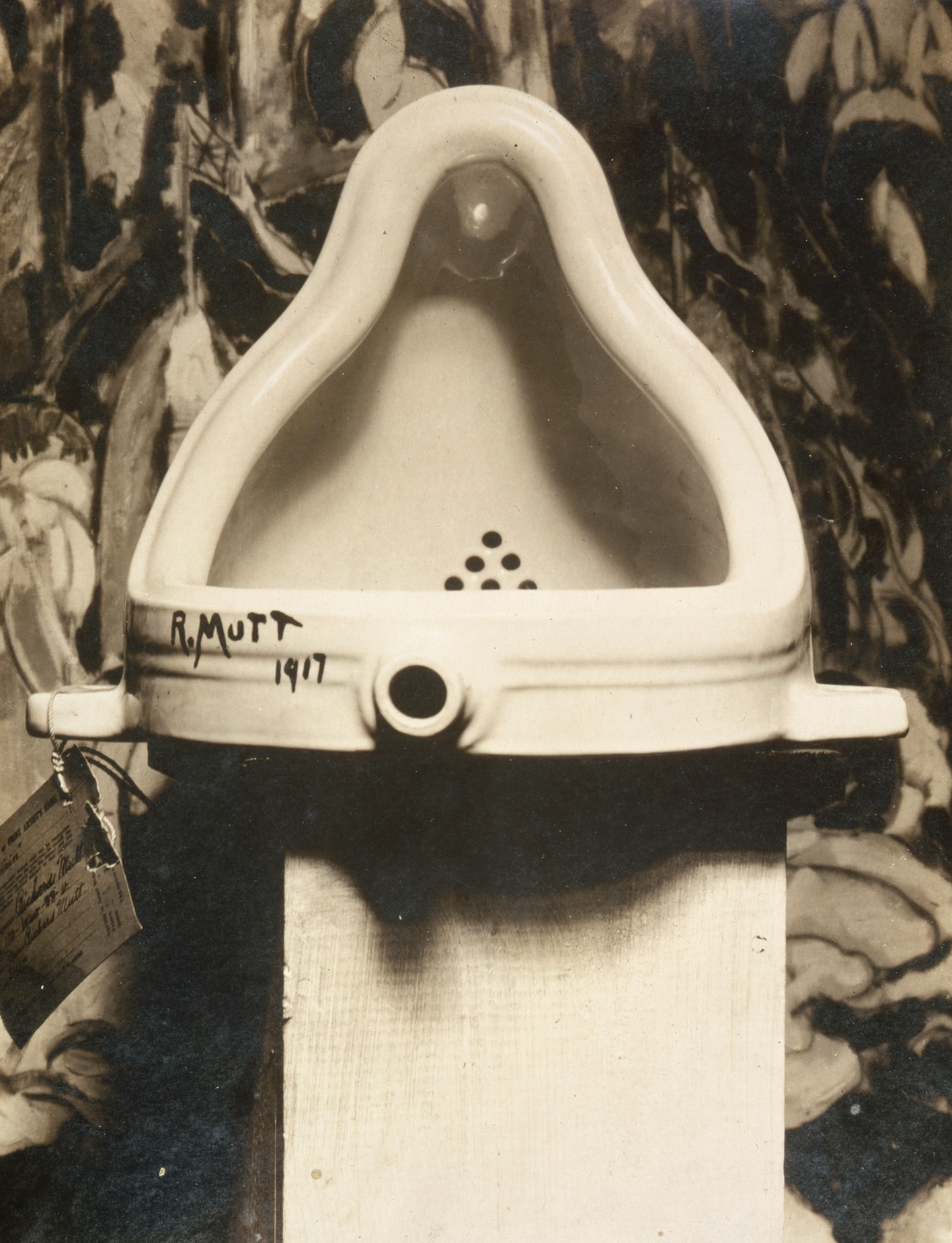
マルセル・デュシャン『泉 (デュシャン)』（オリジナル版、1917年)

失われた美術品や骨とう品を調査する会社としては、イギリスのアート・ロス・レジスターが挙げられる。また、アメリカではFBIがアメリカ国内外で盗まれた美術品をまとめたリストを公開しているほか、国際刑事警察機構も同様のアプリを公開した。

## 現存しない作品

現存しない作品の引用もしくは複写
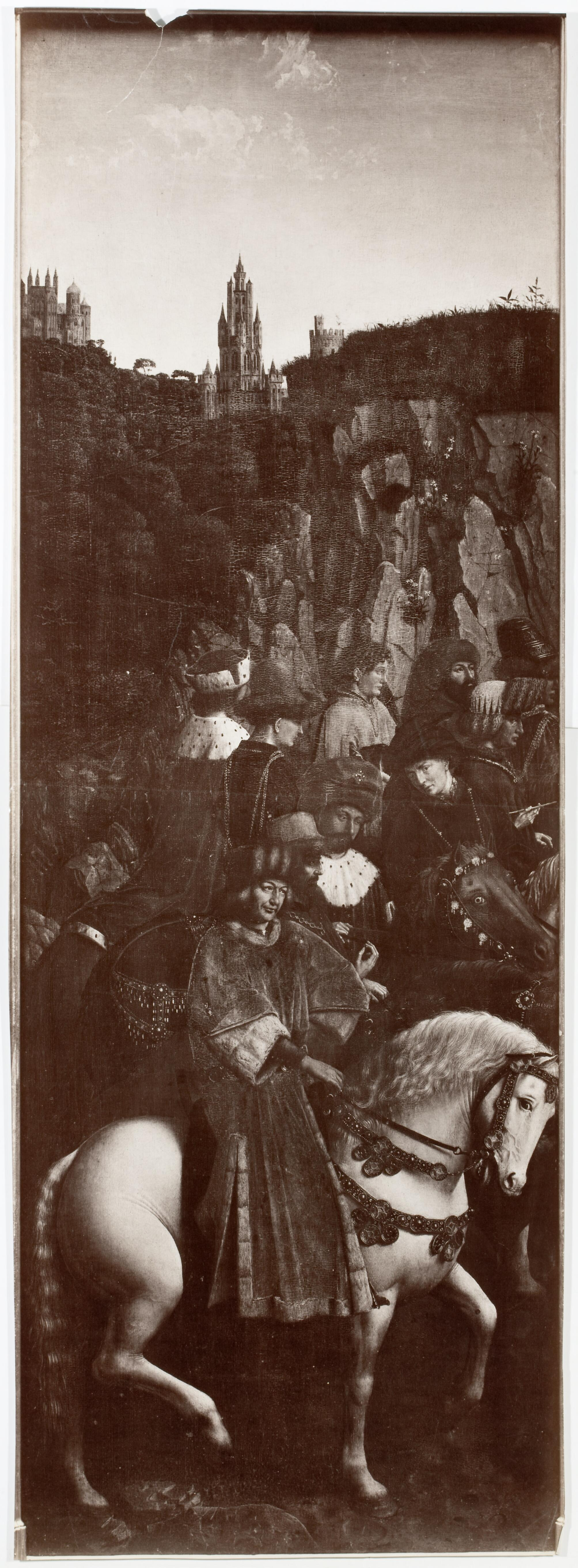
Ghent Altarpieceyより、Just Judges
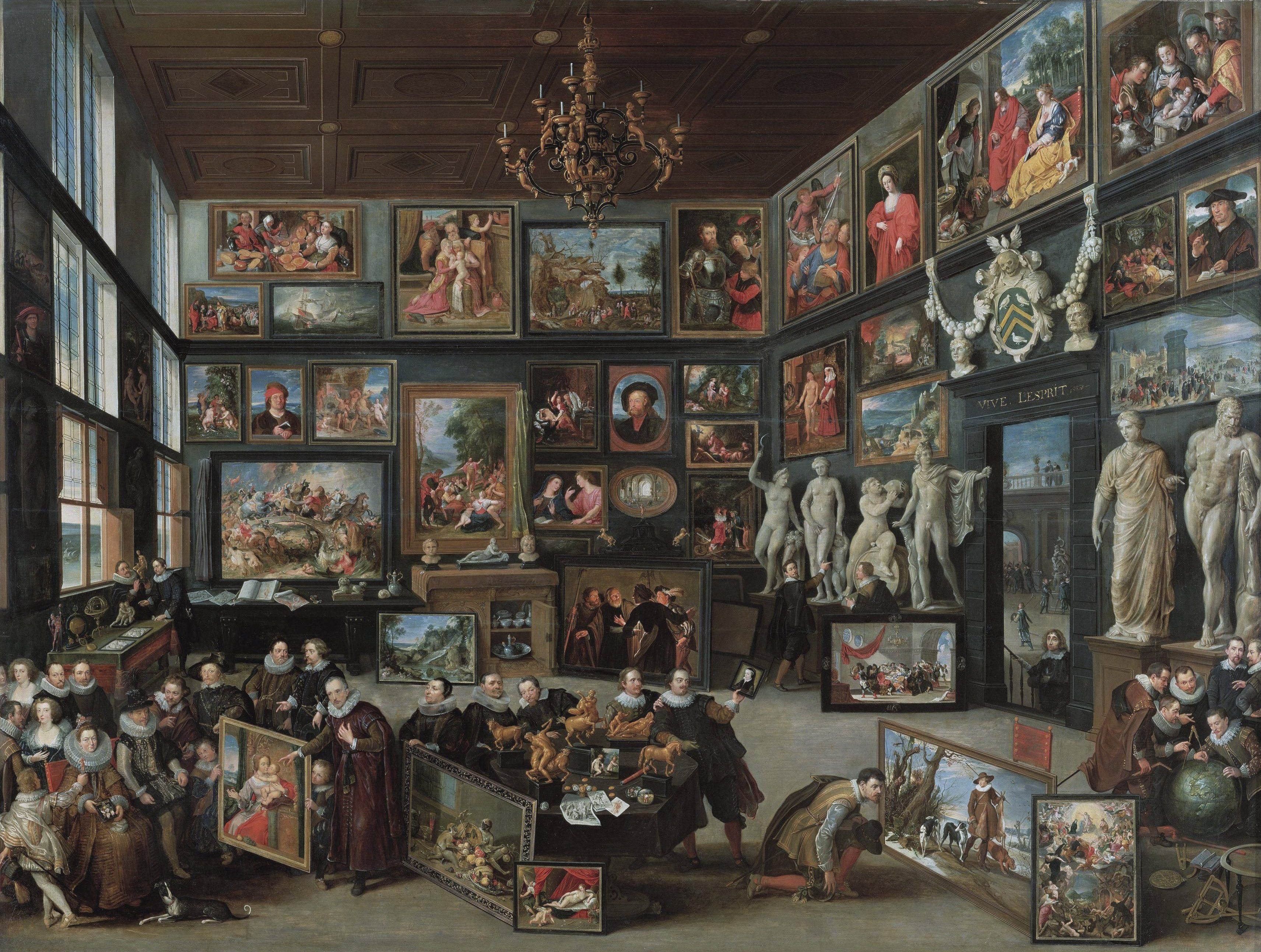
ヴィレム・ファン・ハーヒトの『コルネリス・ファン・デル・ヘーストの収集室』では、Van Eyck Woman Bathing aやPortrait of Albrecht Dürer in Black Hat and Cloakといった作品が描かれている
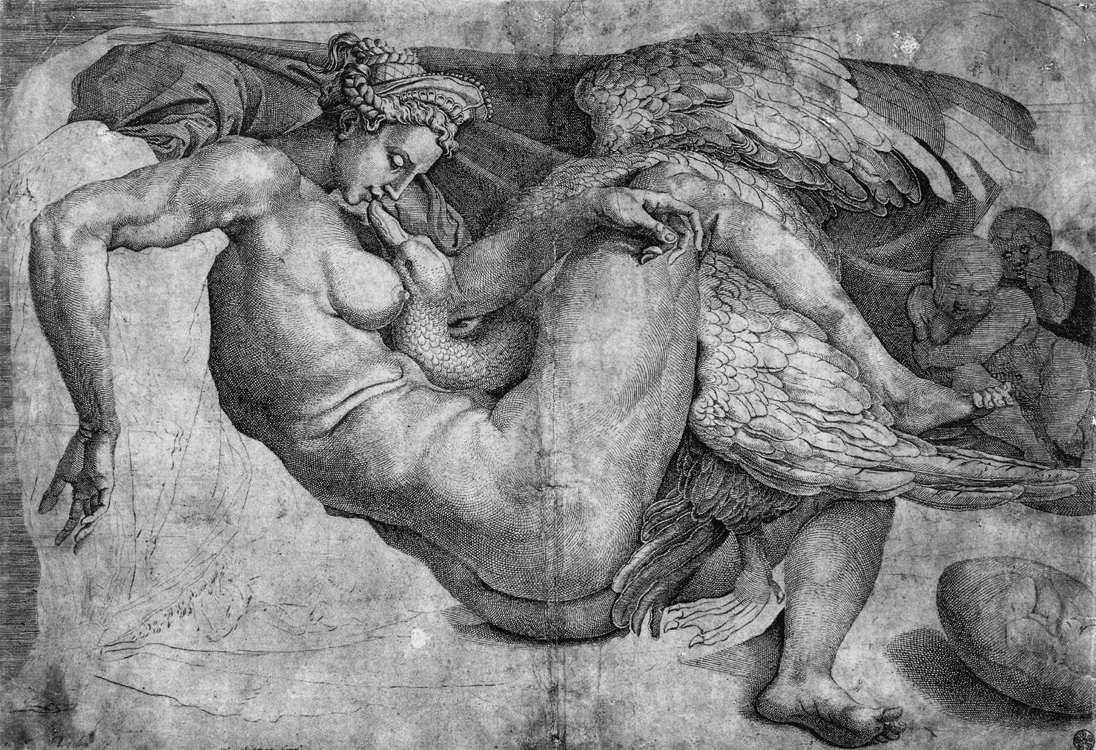
ミケランジェロ・ブオナローティ『レダと白鳥』（コルネリス・ボスによる複製版画）
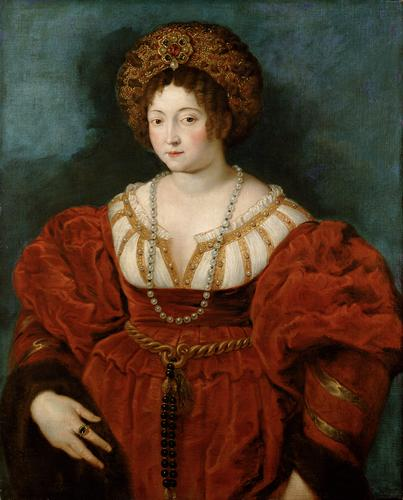
ティツィアーノ・ヴェチェッリオ『赤いドレスを着たイザベラ』（ルーベンスによる複製画）
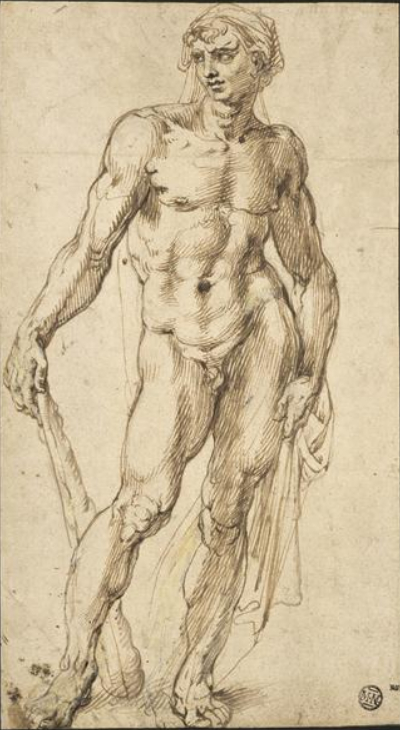
ミケランジェロ・ブオナローティ『ヘラクレス』（ルーベンスによるスケッチ）
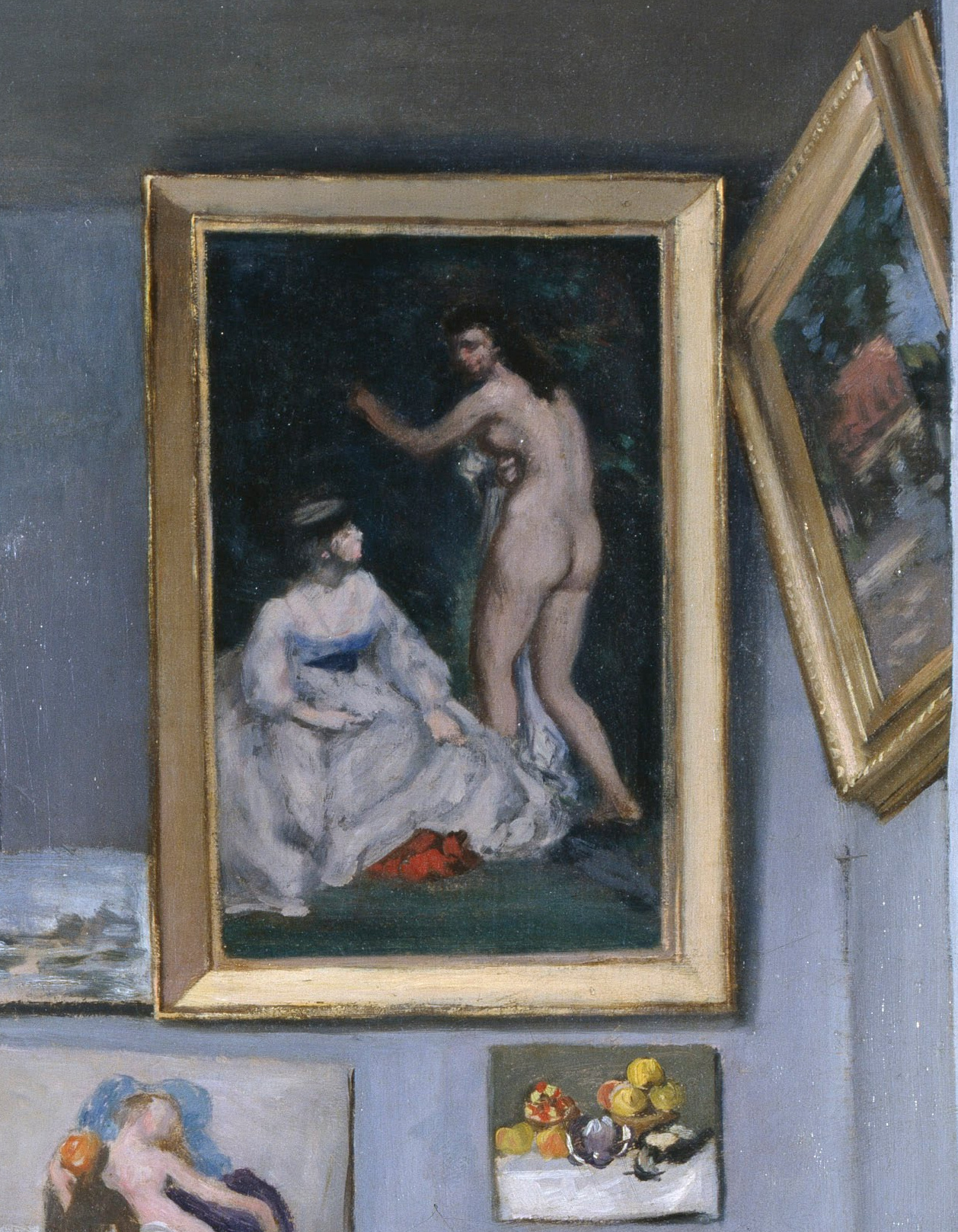
Renoir's Landscape with Two People as it appears in Bazille's Studio

| 作品名・作者 | 制作時期      | 所在不明となった時期 | 備考 |
| --- | ------------- | -------------------- | --- |
| ペイディアス 『アテナ・パルテノス立像』                                                                                            | 447 BCE       | 950                  | 元々はParthenonにあった。レプリカなどは現存。 |
| リュシッポス 『アギアス像 』（ブロンズ像）                                                                                         | 399-400 BCE   |                      | デルポイにて大理石による複製が見つかっている |
| リュシッポス 『弓を張るエロス』（ブロンズ像）                                                                                      | 399-400 BCE   |                      | 複数の複製が現存 |
| リュシッポス『アレクサンドロス3世像』（ Alexander the Great、ブロンズ像）                                                          | 356-323 BCE   |                      | |
| リュシッポス 『油そそぎ』（ブロンズ像）                                                                                            | 340-330 BCE   |                      | ローマ時代に制作された大理石像は現存 |
| リュシッポス Hercules（ブロンズ像）                                                                                                | 340-330 BCE   |                      | グリコン(Glykon)による大理石の複製は現存 |
| リュシッポス『アポクシュオメノス』（ブロンズ像）                                                                                   | 330 BCE       |                      | 大理石による複製は現存 |
| ルカ Hodegetria | 60-84 AD      | 1261                 | 複製は現存 |
| ジョット・ディ・ボンドーネ Madonna panel                                                                                           | 1297-1337     | 1406-                | 1370年にペトラルカからフランチェスコ・ノヴェロ・ダ・カッラーラ（子）へ遺贈された |
| Scolland/カンタベリーのランフランクス (attrib.)ほか『バイユーのタペストリー』（一部）                                              | 1070-1079     | 1137-(?)             | アデル・ド・ノルマンディーが所有していたと思われるが、財産分配よって散逸した |
| ドゥッチョ・ディ・ブオニンセーニャ Virgin of the Assumption                                                                        | 1308          | 1771                 | 『マエスタ』の一部だが、解体された。 |
| ドゥッチョ・ディ・ブオニンセーニャAscension of Christ                                                                              | 1308          | 1771                 | 『マエスタ』の一部だが、解体された。 |
| ドゥッチョ・ディ・ブオニンセーニャChrist in Majesty                                                                                | 1308          | 1771                 | 『マエスタ』の一部だが、解体された。 |
| ジョット Stories of the Apostles (フレスコ画）                                                                                     | 1314-1328     | 1700-1799            | サンタ・クローチェ聖堂の Giugni Chapelのために制作。 漆喰によって塗りつぶされた |
| シモーネ・マルティーニ 『ラウラ』Laura                                                                                             | 1327-1344     |                      | ペトラルカが1372年に発表した詩に登場するロール・ド・ノーヴをモデルとした作品 |
| ジョット Commune of Florence allegorical fresco                                                                                    | 1328-1337     |                      | ポデスタ宮殿にて所蔵。 |
| ヤン・ファン・エイク Woman Bathing                                                                                                 | 1420-1430     | 1628年以降           | ヴィレム・ファン・ハーヒトの 『コルネリス・ファン・デル・ヘーストの収集室』にて引用あり。また、1628年に制作された複製画がアントワープにある                                              |
| フラ・アンジェリコ Painted Crucifix                                                                                                | 1423          |                      | サンタ・マリア・ノヴェッラ教会の委託で制作した。 |
| ヤン・ファン・エイク『正しき裁き人』                                                                                               | 1430-1432     | 1934                 | ヘントの祭壇画の一部で、1934年に盗まれた。原物の写真および、複製品は現存。 |
| パスキエ・グルニエ (produced through) Great History of Troy tapestries                                                             | 1488          | 1829                 | 1490年から1799年まではPainted Chamberにて保管されていた。また、 John Carterがこのタペストリーをもとにした水彩画を制作している。 1829年の時点ではTeschemacherという人物の手元にあった。   |
| トゥッリオ・ロンバルド『イヴ』 | 1490          | 1819                 | アンドレア・ヴェンドラミンの墓が サンティ・ジョヴァンニ・エ・パオロ聖堂に移送される際に散逸した。なお対となる『アダム』は現存                                                            |
| ジョルジョーネ The Birth of Paris                                                                                                  | 1492-1510     | 1650-                | ダフィット・テニールス (子)による複製は現存。また、2人の羊飼いのパーツは ブダペスト国立西洋美術館にあるとされている。                                                                    |
| ヴィットーレ・カルパッチョ 『聖ステファノの説教』                                                                                  | 1511-1520     | 1806                 | 連作の一つで、ナポレオン軍により略奪。モデル用の素描は現存。 |
| レオナルド・ダ・ヴィンチ 「メデューサ」（Medusa 、未完)                                                                            | 1500年以前    | 1553-1599            | コジモ1世が所蔵していた |
| レオナルド・ダ・ヴィンチ 『レダと白鳥』                                                                                            | 1508          | 1625-                | フォンテーヌブロー宮殿にて所蔵されていた。複製の所在についてはレダと白鳥 (レオナルド)を参照。                                                                                            |
| レオナルド・ダ・ヴィンチ アンギアーリの戦い                                                                                        | 1505          | 1555-1572            | ヴェッキオ宮殿にて所蔵されていた。 |
| コレッジョ en:Albinea Madonna | 1517-1519     | 1657-                | 神聖ローマ皇帝 レオポルト1世が所蔵していた |
| ミケランジェロ『レダと白鳥』 | 1530          |                      | Antonio Miniへ贈られ、フランスへ輸送する途中で所在不明となった。1537年にコルネリス・ボスが制作した版画のみ現存                                                                           |
| ミケランジェロ『ヘラクレス』（Hercules、大理石像)                                                                                  | 1492-1494     | 1713-1733            | Jardin de l'Etangeを取り壊す際に所在不明となった |
| ミケランジェロDavid resting his foot on the severed head of Goliath（ブロンズ像）                                                  | 1502-1508     | 1794-1795            | ヴィルロワ城（Chateau de Villeroy,19世紀初頭に破壊）が所蔵していたが、フランス革命の混乱により散逸                                                                                       |
| ラファエロ・サンティ Portrait of a Young Man                                                                                       | 1513-1514     | 1939年               | ナチス・ドイツにより略奪 |
| ラファエロ・サンティ Saint Catherine of Alexandria                                                                                 |               | 1655-                | 第21代アランデル伯爵トマス・ハワードが所蔵していた。イングランド内戦および財産分配により散逸。ヴェンツェスラウス・ホラーによる複製版画は現存                                             |
| トマソ・ヴィンシドールPortrait of Albrecht Dürer in Black Hat and Cloak                                                            | 1520          |                      | ヴィレム・ファン・ハーヒトの『コルネリス・ファン・デル・ヘーストの収集室』にて引用あり                                                                                                   |
| ベンヴェヌート・チェッリーニ The Wedding of Neptune and Amphitrite （銀製ボウル）                                                  |               | 1796                 | ナポレオン軍による略奪または賠償として持ち出された可能性あり |
| ピーテル・ブリューゲル（父） Market Day                                                                                            |               |                      | ヴィレム・ファン・ハーヒトの『コルネリス・ファン・デル・ヘーストの収集室』にて引用あり                                                                                                   |
| ティツィアーノ・ヴェチェッリオ『赤いドレスを着たイザベラ』                                                                         | 1524-1536     | 1640年以降           | 財産分配により散逸。ルーベンスによる複製画がウィーンの美術史美術館に所蔵されている |
| ティツィアーノ・ヴェチェッリオ『ヴィーナスとキューピッド』                                                                         | 1555-1576     | 1800-1899            | Spanish royal collectionに所蔵されていた。 ルーベンスによる複製は現存 |
| ジョルジョ・ヴァザーリまたはアーニョロ・ブロンズィーノ『ビアンカ・カッペッロの肖像画』 （Portrait of Bianca Cappello）             | 1572-         | 1842                 | 1754年にヴィテッリ宮殿（Vitelli palace）からホレス・ウォルポールへ贈られた。1842年にストロベリー・ヒル・ハウスで競売にかけられて以降は所在不明となっている                               |
| アンニーバレ・カラッチ Christ head                                                                                                 | 1580-1609     | 1945                 | ドレスデンのアルテ・マイスター絵画館 が所蔵していたが、第二次世界大戦の混乱により散逸 |
| クロード・ロラン Aeneas and the Sibyl of Cumae                                                                                     | 1666-1673     |                      | 過去に作品を発注したことのあるPrince Falconieriが所蔵していた |
| ピーテル・パウル・ルーベンス Judith Beheading Holofernes                                                                           | 1609年        |                      | 1610年に コルネリウス・ガレ (父)が制作した版画のみ現存 |
| ピーテル・パウル・ルーベンス Susannah and the Elders                                                                               | 1617-1618     |                      | Lucas Vostermanが1620年に制作した版画のみ現存 |
| ピーテル・パウル・ルーベンス Satyr, Nymph, Putti and Leopards                                                                      | 1618          |                      | 版画のみ現存 |
| ピーテル・パウル・ルーベンス Equestrian Portrait of the Archduke Albert                                                            |               |                      | |
| アンソニー・ヴァン・ダイク Portrait of Jules Mazarin before his appointment as Cardinal                                            | 1641          | 1652                 | フロンドの乱によって散逸。 1652年初頭、パリの Tribunalに売り払われた |
| ニコラ・プッサン Women Bathing | 1633-1634     |                      | 『サビニの女たちの掠奪』（現存）同様、枢機卿ルイージ・アレッサンドロ・オモデイが所蔵していた                                                                                             |
| レンブラント・ファン・レイン『割礼』（The Circumcision）                                                                           | 1646          | 1700-1799            | フレデリック・ヘンドリックが所蔵していた。 Herzog Anton Ulrich Museumに複製画と思われる絵画あり。                                                                                        |
| ヨハネス・フェルメール Gentleman washing his hands in a perspectival room with figures, artful and rare                            | 1653-75       | 1696-                | オランダのDissiusオークションにて95ギルダーで落札されたとの情報あり |
| ヘラルト・ドウ The Nursery | 1660年代      | 1771年               | ロシア皇帝エカチェリーナ2世が所有していたが、 積載していたフラウ・マリア号沈没によって喪失                                                                                               |
| カラヴァッジオ『アロフ・ド・ヴィニャクールの肖像画』（A portrait of Alof de Wignacourt）                                           |               |                      | |
| カラヴァッジオ『聖フランチェスコと聖ロレンツォの降誕』                                                                             | 1609年        | 1969年               | 聖ローレンス礼拝堂が所蔵していたが、盗難に遭った |
| ディエゴ・ベラスケス『道化フランチェスコ・デ・オチョア』                                                                           | 1633年-1640年 | 1701年以降           | ブエン・レティーロ宮殿の「王妃の間」に飾られていた。 |
| ディエゴ・ベラスケス 『闘牛士カルデナス』                                                                                          | 1633年-1640年 | 1701年以降           | ブエン・レティーロ宮殿の「王妃の間」に飾られていた。 |
| ディエゴ・ベラスケス Pelican with Bucket and Donkeys                                                                               | 1623-1635     | 1701年以降           | ブエン・レティーロ宮殿に飾られていた。 |
| グイド・レーニ 『バッカスとアリアドネ』（Bacchus and Ariadne、天井画）よりバッカス(Bacchus）                                       | 1638-40       | 1650                 | ヘンリエッタ・マリア・オブ・フランスが所蔵していたが、次の持ち主である外交官ミシェル・パーティセリ・デメリが売りやすいように切り離してしまった。アリアドネの部分は2002年に見つかっている |
| ジャン＝バティスト・ウードリー The White Duck                                                                                      | 1753          | 1990                 | 所蔵元のホートン・ホールから盗まれた |
| アントワーヌ・ヴァトー Autumn | 1717-1718     | 1820年以降           | ピエール・クロザが所蔵していた。 |
| アントワーヌ・ヴァトー Winter | 1717-1718     | 1920年以降           | ピエール・クロザが所蔵していた。 |
| ジャン＝バティスト・ウードリーJay and Oriole Hung by the Feet                                                                      |               |                      | 1751年にサロンで展示されていた |
| ジョヴァンニ・バッティスタ・ティエポロ Mars Resting（天井画）                                                                      | 1762-1768     | 1941年               | 第二次世界大戦下、オラニエンバウムの中国宮殿からパヴロフスクへ疎開中に散逸した |
| ベンジャミン・ウエスト Reception of the American Loyalists by Great Britain in the Year 1783                                       | 1783-1811     | 1811-                | ジョン・アードリー＝ウィルモットが所蔵していた。2つのレプリカは現存。 |
| ジャック＝ルイ・ダヴィッド『ミシェル・ルペルティエの最期』 （Louis-Michel le Peletier, marquis de Saint-Fargeau on his Death Bed） | 1793          |                      | 1793年10月にルーヴル美術館の中庭で開かれた展覧会では、『マラーの死』とともに展示された。Anatole Desvogesによる版画は現存                                                                 |
| ウィリアム・ブレイク en:A Vision of the Last Judgment                                                                              | 1808          |                      | 初期バージョンおよびスケッチは現存。 |
| ジョゼフ・マロード・ウィリアム・ターナー Aeneas Relating his Story to Dido                                                         | 1850          |                      | |
| ジョン・バンバード Mississippi River Panorama                                                                                      | 1840-1846     | 1850-1899            | 裁断 |
| ピエール＝オーギュスト・ルノワール Summer Evening                                                                                  | 1864          | 1865                 | サロン・ド・パリで展示された形跡あり。 |
| ピエール＝オーギュスト・ルノワール Landscape with two people                                                                       | 1866          | 1939年-1945年        | ナチス・ドイツおよびソビエト連邦により略奪。 en:Bazille's Studioにて引用あり。また、下半分は Woman with a Birdとして現存                                                                 |
| クロード・モネ La Sortie du port                                                                                                   | 1867-1868     |                      | 習作やスケッチは現存。 |
| ポール・セザンヌ『オーヴェル＝シュル＝オワーズの眺望』                                                                             | 1873-1875     | 1999年               | 所蔵元であるアシュモレアン博物館から盗まれた |
| マリー・ブラックモン Les Muses des arts                                                                                            | 1878          | 1919-                | 1919年にフィラデルフィア美術館で所蔵されていたのを最後に、所在不明となった |
| マリー・ブラックモン The Swallow                                                                                                   | 1880          |                      | |
| ヴァシーリー・ヴェレシチャーギン Suppression of the Indian Revolt by the English                                                   | 1884          | 1891年以降           | ニューヨークで売られたものの、買い手の情報は不明である |
| アドルフ・ヒレミ＝ヒルシュル The Plague in Rome                                                                                    | 1884          |                      | |
| フィンセント・ファン・ゴッホ The Lovers: The Poet's Garden IV                                                                      | 1888          | 1937年               | 退廃芸術とみなされ、ナチス・ドイツに接収された |
| オーガスタス・セント＝ゴーデンス 『ダイアナ』（ブロンズ像、初代）                                                                  | 1891年-1892年 |                      | 元々はマディソン・スクウェア・ガーデン内の塔の天辺につけられる予定だったが、作者の判断により、小さくて軽い銅像に置き換えられた。                                                         |
| メアリー・カサット 『モダンウーマン』（Modern Woman、ティンパヌム壁画）                                                            | 1892年        | 1893年以降           | シカゴ万国博覧会の女性館の出入り口に設置されていたが、万博終了後に散逸した |
| ファベルジェ Hen with Sapphire Pendant                                                                                             | 1886          | 1922年               | ロシア革命により散逸 |
| ファベルジェ Cherub with Chariot                                                                                                   | 1888          | 1922年               | ロシア革命により散逸 |
| ファベルジェ Necessaire egg | 1889          | 1922年               | ロシア革命により散逸 |
| ファベルジェ Mauve egg | 1898          | 1922年               | ロシア革命により散逸 |
| パジャ・ヨバノビッチ Furor Teutonicus monumental painting                                                                          | 1899          | 1911-1939            | チリ国立美術館が所蔵していたが、審美眼の欠如により所在不明となった。 ベオグラード市博物館にはグラビア印刷による複製や油彩によるスケッチがある                                            |
| ファベルジェ Royal Danish Egg | 1903          | 1922年               | ロシア革命により散逸 |
| ファベルジェ Alexander III Commemorative Egg                                                                                       | 1909          | 1922年               | ロシア革命により散逸 |
| ジャン・メッツァンジェ en:Nu à la cheminée                                                                                         | 1910          |                      | 白黒写真のみ現存 |
| ジャン・メッツァンジェen:Man with a Pipe                                                                                           | 1911-1912     | 1998                 | 1998年に所蔵元のローレンス大学から貸出先に輸送する途中で紛失。写真のみ現存 |
| アルベール・グレーズ Paysage près de Paris (Landschaft bei Paris)                                                                  | 1912          | 1937                 | ナチス・ドイツにより略奪。 白黒写真のみ現存 |
| ジャン・メッツァンジェ en:En Canot                                                                                                 | 1913          | 1938-                | ナチス・ドイツにより略奪されたのち、1937年から38年にかけてミュンヘンなどで開かれた「退廃芸術展」で展示された。 白黒写真のみ現存                                                          |
| オットー・ディクス The Trench | 1936          | 1937                 | ナチス・ドイツにより略奪 |
| フランシス・ベーコン (芸術家)『ベラスケスによるインノケンティウス10世の肖像画後の習作』（III）                                     | 1950年-1953年 | 195年以降            | ディエゴ・ベラスケス の『インノケンティウス10世の肖像』（1650年）をモチーフとした習作シリーズの3番目。1999年に習作のIとIIが見つかるまでは作者が破壊したものと思われていた。              |
| マルセル・デュシャン『泉』（オリジナル版）                                                                                         | 1917          | 1918                 | 白黒写真および、作者が許可した16点の複製のみ現存 |
| アニッシュ・カプーア Hole and Vessel （木とセメントによる彫像）                                                                    | 1984          | 2004                 | 保管場所からなくなっているのが見つかったため、盗まれた可能性も指摘されている |
| リチャード・セラ Equal-Parallel/Guernica-Bengasi（38トンの金属製の彫像）                                                           | 1986          | 2006                 | 元々はソフィア王妃芸術センターが所蔵していたが、2006年に所在が分からなくなったため、盗まれた可能性も指摘されている。                                                                     |

## 再発見された芸術作品

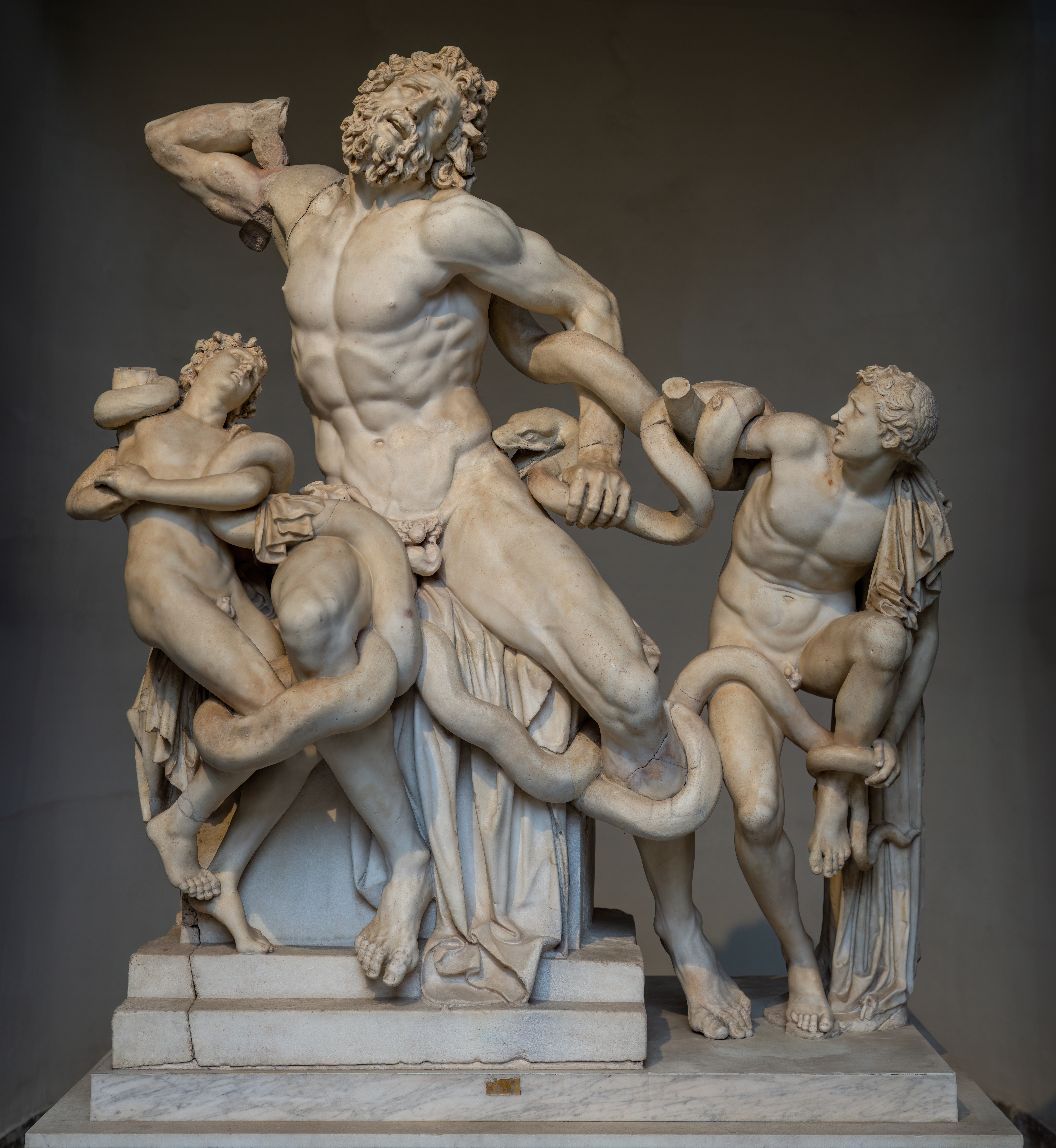
『ラオコーン像』
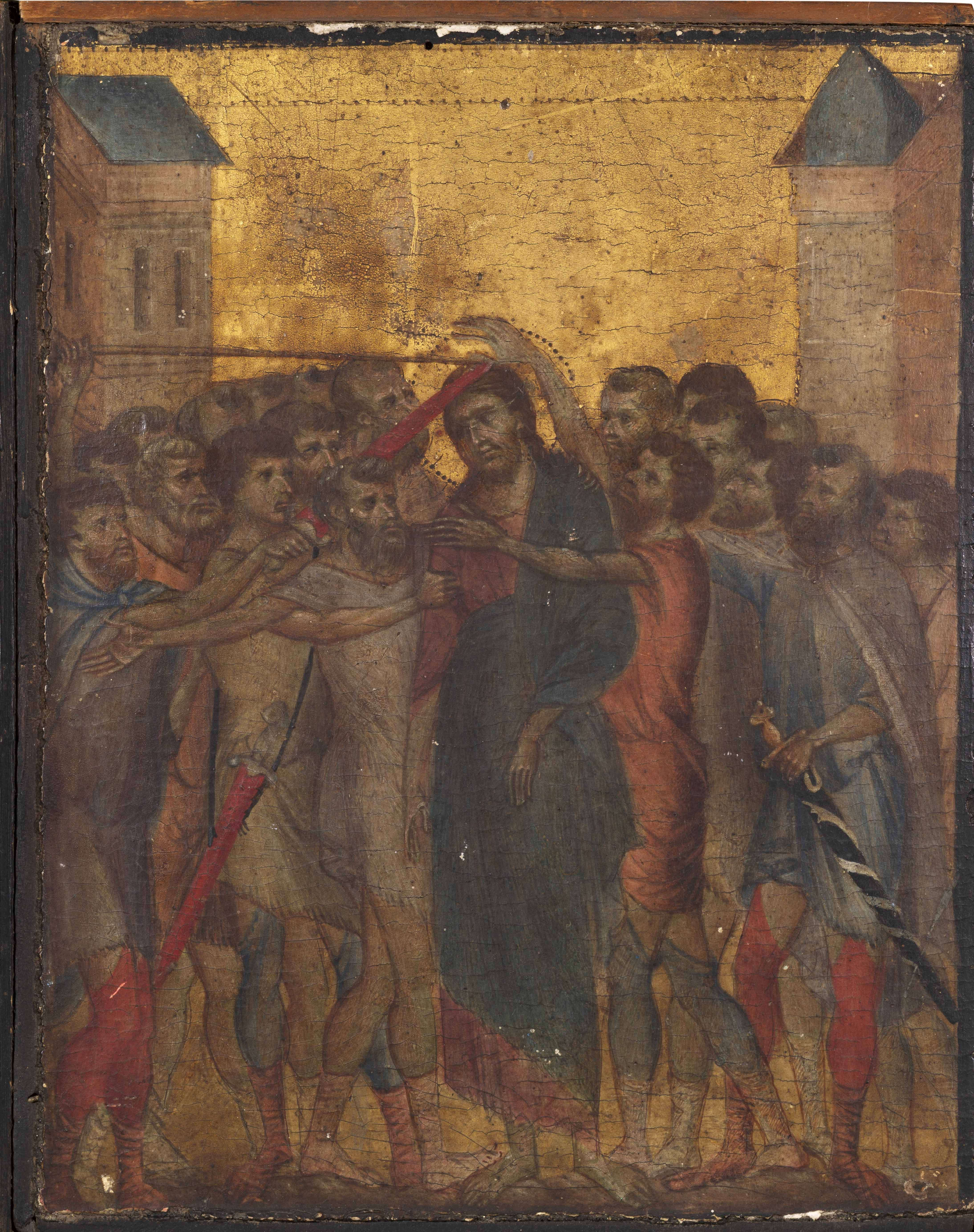
チマブーエ『嘲笑されるキリスト（英語版）』
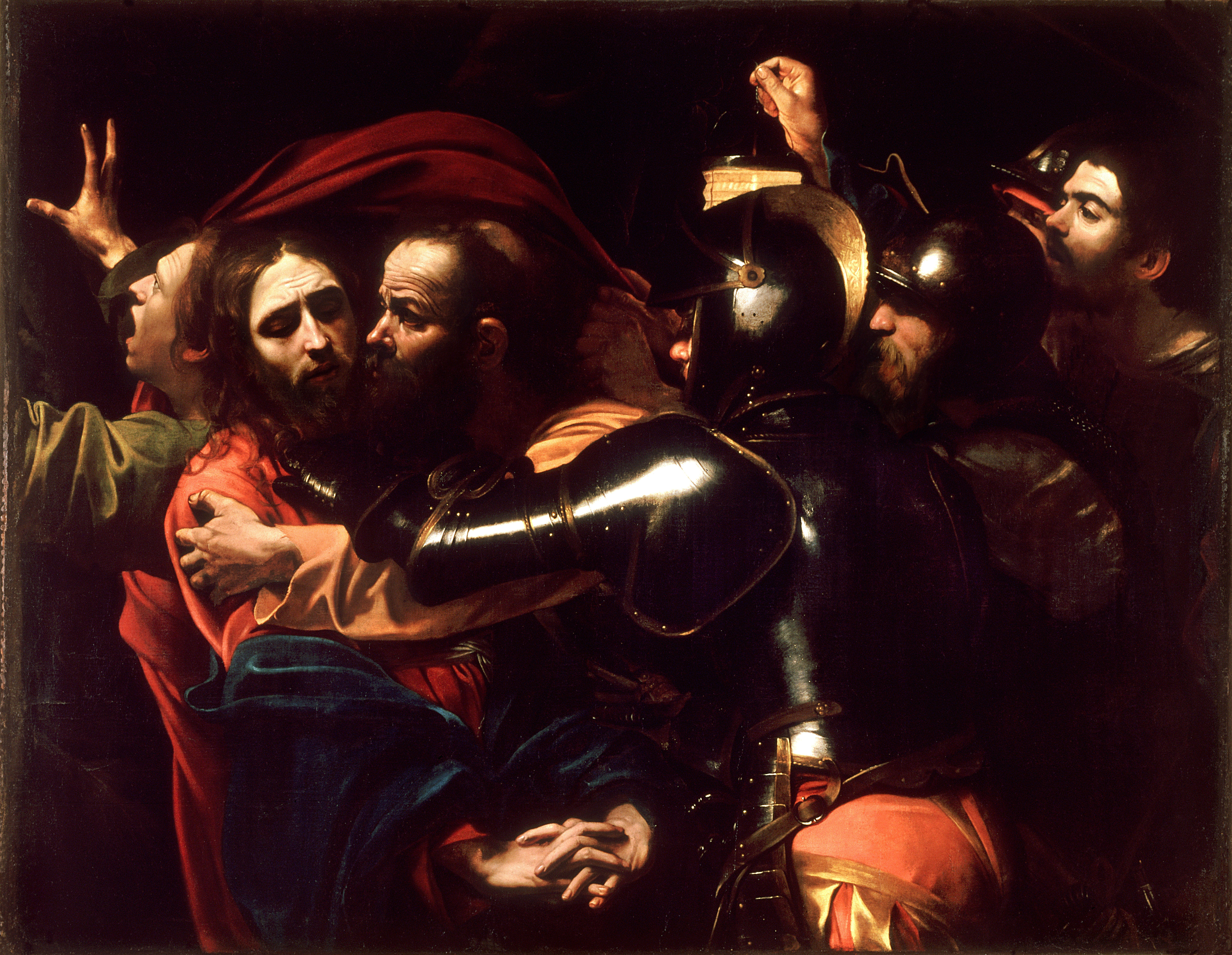
カラヴァッジオ『キリストの捕縛』
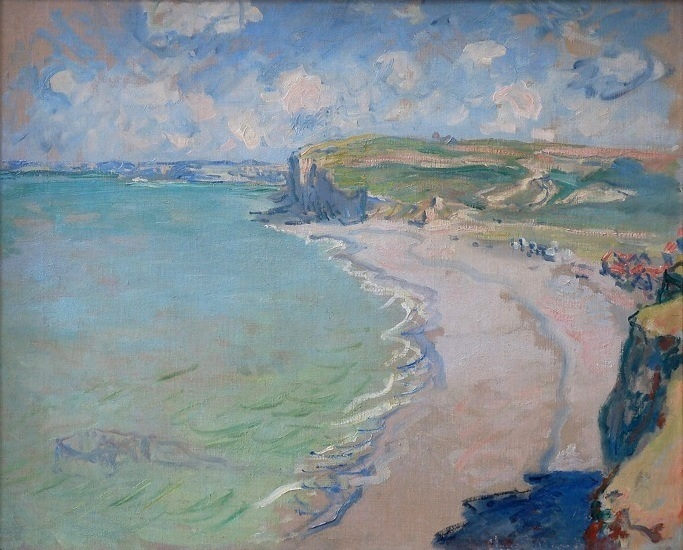
クロード・モネ 『プールヴィルの浜辺（英語版）』
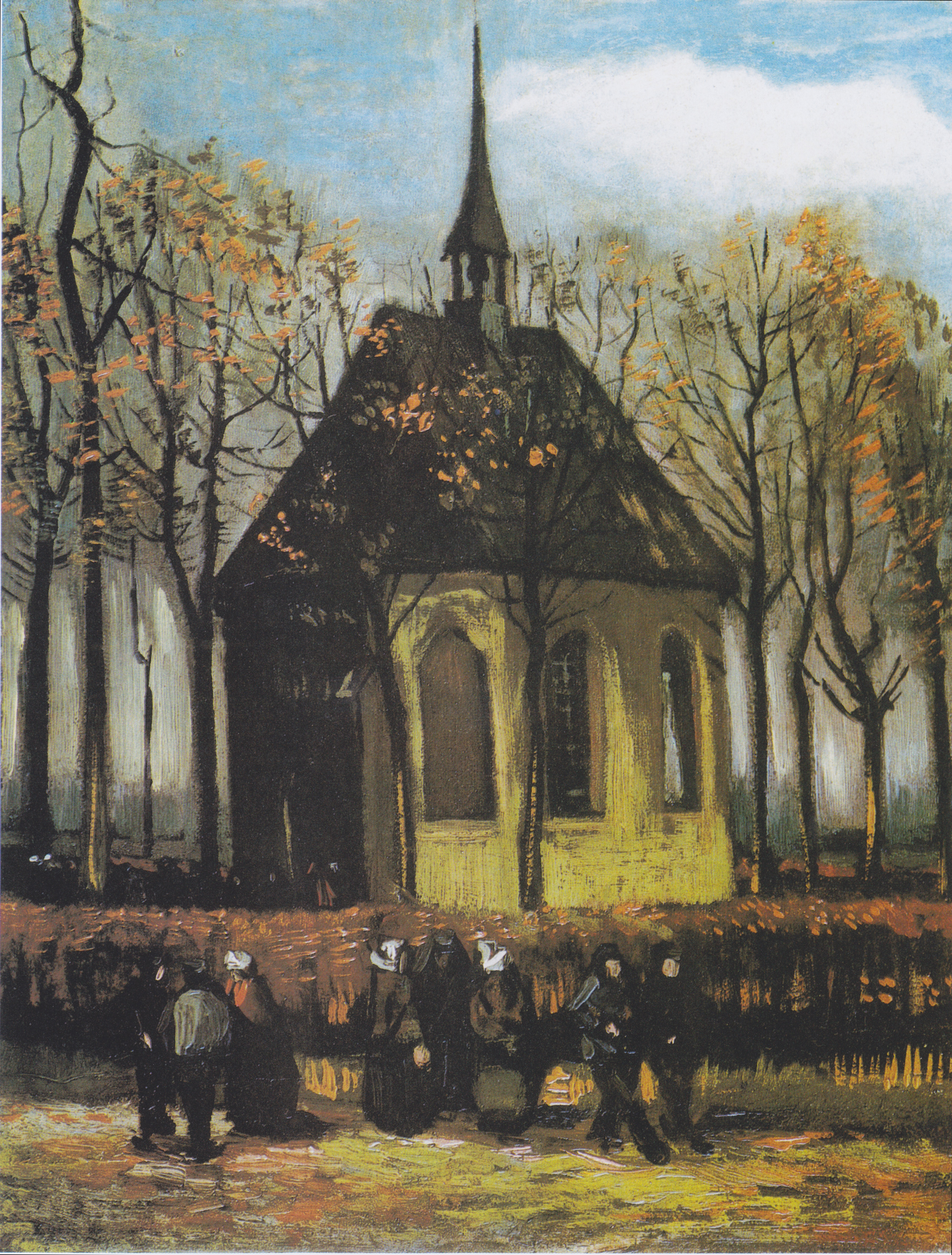
フィンセント・ファン・ゴッホ『ヌエネンの教会から出る人々（英語版）』

| 作品名・作者                                                                             | 制作時期    | 所在不明となった時期 | 見つかった時期 | 備考 |
| ---------------------------------------------------------------------------------------- | ----------- | -------------------- | -------------- | --- |
| アゲサンドロス/Athenodoros/Polydorus 『ラオコーン像』                                    | 27 BC-68 AD |                      | 1506-1906      | ティトゥス宮殿破壊に伴い散逸、大半がぶどう畑から見つかっているほか、1906年に腕の部分が見つかった。 |
| カラヴァッジオ『キリストの捕縛』                                                         | 1602        | 1802                 | 1990           | |
| フランシス・ベーコン『ベラスケスによるインノケンティウス10世の肖像画後の習作』（II）     | 1950–53     | 1953                 | 1999           | 作者が破壊したものと思われていた |
| フランシス・ベーコン『ベラスケスによるインノケンティウス10世の肖像画後の習作』（I）      | 1950–53     | 1953                 | 1999           | 作者が破壊したものと思われていた |
| ギュスターヴ・クールベ 『寝床の女性』                                                    | 1862        | 1945                 | 2000           | ソビエト連邦によるブダペスト略奪により散逸していた |
| チマブーエ『聖母子と二人の天使』                                                         | 1280-89     | 1800-99              | 2000           | ナポレオン軍により略奪された可能性あり |
| グイド・レーニ 『バッカスとアリアドネ』（Bacchus and Ariadne、天井画）より「アリアドネ」 | 1638-40     | 1650                 | 2002           | ミシェル・パーティセリ・デメリが売りやすいように切り離してしまった。 Fondazione del Monte di Bologna e Ravennaにあった部分が、造形作家のアンドレア・エミリアーニと美術史家のデニス・マホンによってアリアドネと同定された。                                                                  |
| パルマ・イル・ジョーヴァネ Francesco St Jerome                                           | 1595        | 1750–99              | 2008           | |
| ポール・ドラローシュ 『クロムウェルの兵士に侮辱されたチャールズ1世』                     | 1836        | 1941                 | 2009           | 第二次世界大戦の爆撃により焼失したものと思われていたが、スコットランドにて巻かれた状態で見つかり、爆撃による被害も小さかった |
| ローベルト・ベレーニュ『黒いつぼと眠る女性』                                             | 1920        | 1929                 | 2009           | 1920年代から所在不明となっており、白黒写真のみが現存すると思われていた。 美術史家のゲルゲイ・バルキが、映画『スチュアート・リトル』に小道具として用いられていたことに気づき、、所在が判明した。                                                                                             |
| クロード・モネ 『プールヴィルの浜辺』                                                    | 1882        | 2000                 | 2010           | 所蔵元の美術館から盗み出されたのち見つかった。 |
| アンソニー・ヴァン・ダイク en:Magistrate of Brussels （油彩）                            | 1634        | 1695                 | 2012           | 塗りつぶされた状態で見つかった |
| ファベルジェ Third Imperial Egg                                                          | 1887        | 1922                 | 2012           | ファベルジェによるイースターエッグの一つで、ヴァシュロン・コンスタンタン製の時計が仕込まれている ロシア革命により散逸していたが、2012年に蚤の市で売られていたことがきっかけで所在が判明した。                                                                                               |
| ポール・ゴーギャン『テーブルの上の果物、または静物と小さな犬』                           | 1889        | 1970                 | 2014           | 1970年にロンドンの収集家テレンス・ケネディ（Terrence Kennedy）の自宅から盗まれた。 その後、イタリアの列車内に放置された状態で見つかり、イタリア国鉄が1975年に遺失物のオークションにかけた。2014年、落札者の家族が他のゴーギャン作品との類似性に気づいて警察に相談したことで所在が判明した。 |
| カラヴァッジオ『ユディトとホロフェルネス』                                               | 1604-05     | 1700                 | 2014           | 2014年に一般市民が家の雨漏りを直そうとした際に屋根裏部屋で見つけた。 |
| フィンセント・ファン・ゴッホ『スヘフェニンゲンの海の眺め』                               | 1882        | 2002                 | 2016           | 所蔵先のゴッホ美術館から盗まれたのち、ナポリのマフィアラファエル・インペリアルの家から見つかった。 |
| フィンセント・ファン・ゴッホ『ヌエネンの教会から出る人々』                               | 1884        | 2002                 | 2016           | 所蔵先のゴッホ美術館から盗まれたのち、ナポリのマフィアラファエル・インペリアルの家から見つかった。 |
| チマブーエ『嘲笑されるキリスト』                                                         | 1280-89     | 1800-99              | 2019           | ナポレオン軍により略奪された可能性あり 2019年にフランスの一般家庭から見つかり、フランス政府によって国宝に指定された。 |
| パブロ・ピカソ 『女の頭部』                                                              | 1939年      | 2012                 | 2021           | 2012年にナショナル・ギャラリー (アテネ)から盗み出され、2021年に見つかった。 |
| ピート・モンドリアン Stammer Windmill                                                    | 1905        | 2012                 | 2021年         | 2012年にナショナル・ギャラリー (アテネ)から盗み出され、2021年に見つかった。 |
| カラヴァッジオ『エッケ・ホモ』                                                           | 1605-1609年 |                      | 2021年         | 無名作家の作品と誤認され、安価でオークションにかけられそうになっていたところ、スペイン政府によって阻止された。 |
| グスタフ・クリムト『リーザー嬢の肖像』                                                   | 1917年      | 1925年               | 2024年         | ウィーンのユダヤ人一家・リーザー家の依頼で制作したが、一家のだれをモデルにしたかは不明である。 1925年に展覧会に出されて以来所在不明となっており、これまで白黒写真のみが現存していた。 2024年1月にオークション会社によって見つけられた。                                                     |
| アンリ・マチス『Le Jardin』（庭園）                                                      | 1920年      | 1987年               | 2013年         | 1987年に所蔵元のストックホルム近代美術館から盗まれ、1990年代に高齢のポーランド人男性の手に渡る。この男性から依頼を受けたイギリスの美術商チャールズ・ロバーツが調べたことで盗品だったことが判明し、2013年にストックホルム近代美術館へ返還された。                                            |

## 破壊された美術品

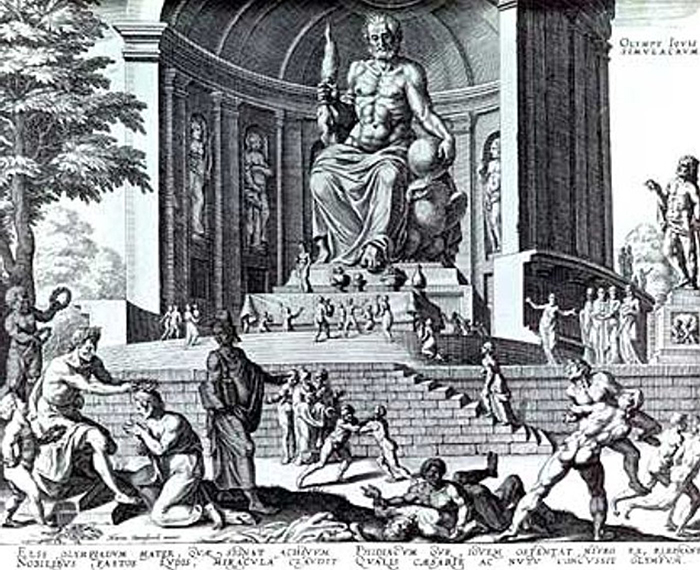
ペイディアス『オリンピアのゼウス像』の想像図（16世紀）
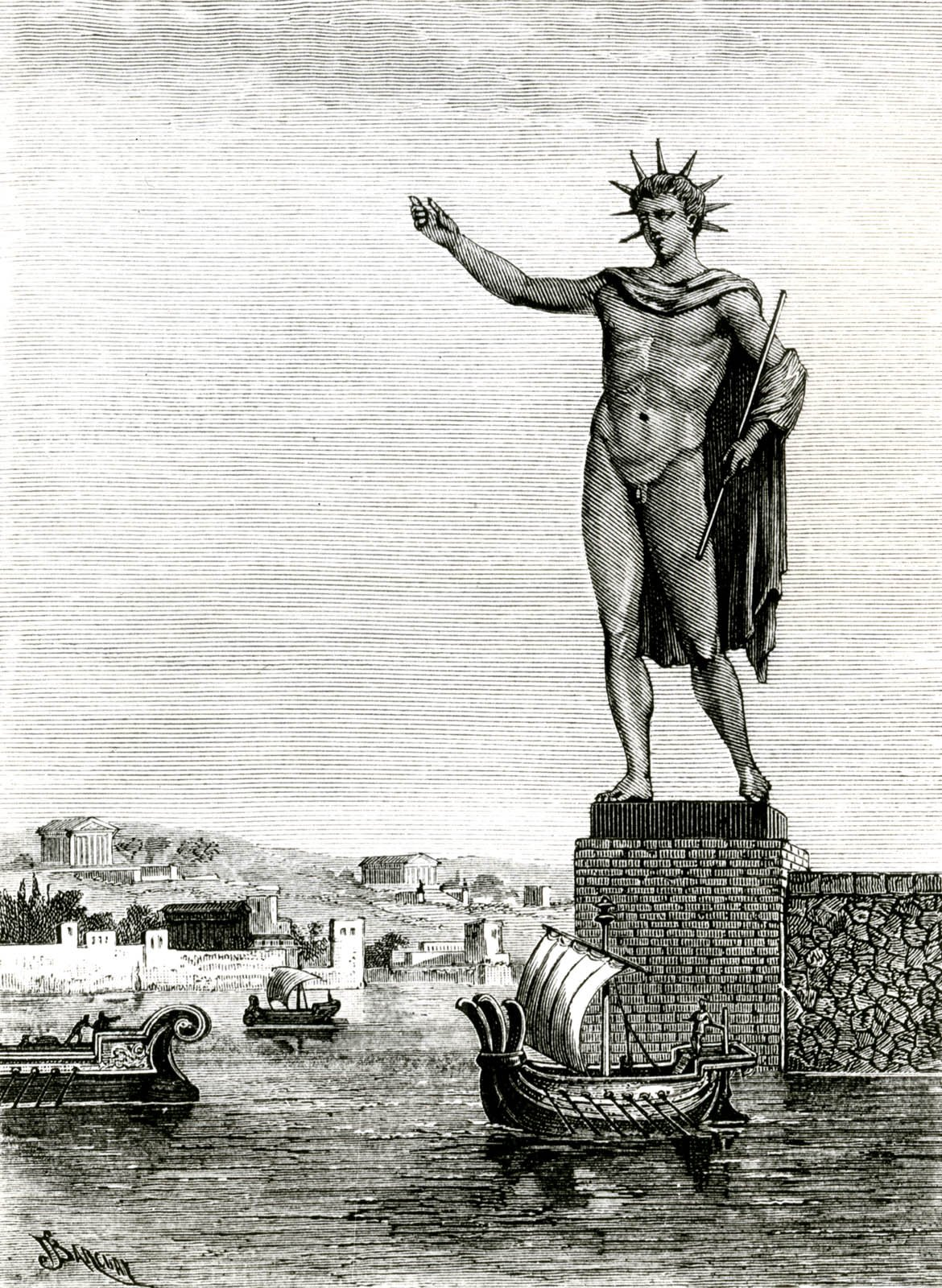
『ロドス島の巨像』
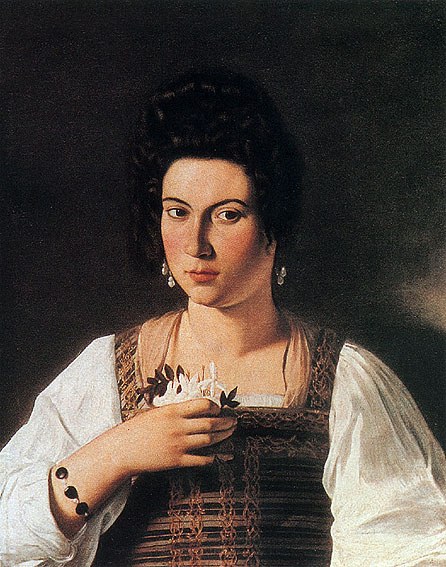
カラヴァッジオの『遊女の肖像（英語版）』の写真。
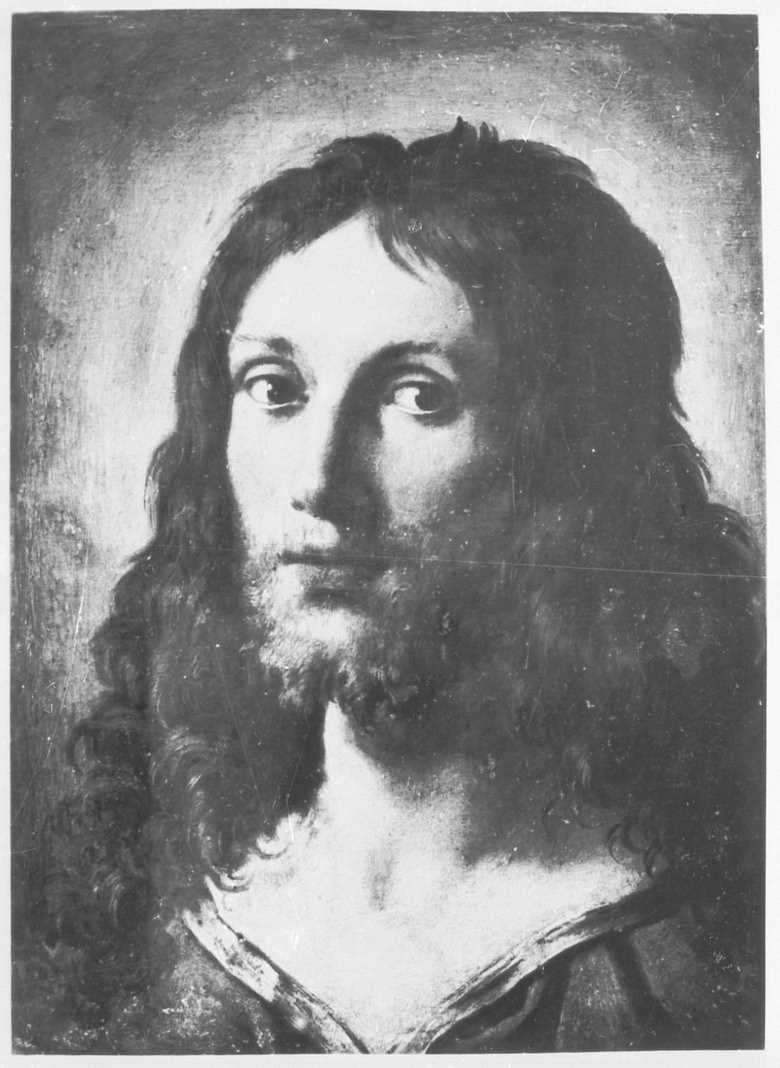
アンニーバレ・カラッチ『A lost Christus head 』
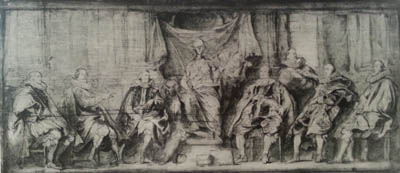
Magistrates of Brussels （グリザイユ画法によるスケッチ、パリ国立高等美術学校所蔵）

| 作者・作品名 | 制作時期                             | 破壊された時期 | 備考 |
| --- | ------------------------------------ | -------------- | --- |
| ポリュグノトス Sack of Troy | 475-425 BCE                          |                | クニドス人のレスケーのフレスコ画の一部。 パウサニアスが『ギリシア案内記』第10巻で言及している |
| ポリュグノトスOdysseus in the Underworld | 475-425 BCE                          |                | クニドス人のレスケーのフレスコ画の一部。 パウサニアスが『ギリシア案内記』第10巻で言及している |
| ペイディアス「アテナ・レムニア」（ブロンズ像） | 450-440 BCE                          |                | パルテノン神殿 にあった。ローマ時代のレプリカのみ現存。 |
| ゼウクシス Female Centaur Nursing a Pair of Twins                                                                                                 | 450-400 BCE                          | 86 BCE         | 第一次ミトリダテス戦争の際、ルキウス・コルネリウス・スッラが略奪し、最終的には 沈没した |
| ペイディアス『オリンピアのゼウス像』 | 435 BCE                              | 448            | 焼失したとされている |
| リュシッポス Seated Herakles（大型ブロンズ像） | 紀元前400年または紀元前399年         | 1204           | 元々ターラントの Acropolisにあったが、のちにカンピドリオにわたり、さらにその後コンスタンティノープルの馬術演技場にて飾られた。 第4回十字軍で破壊された。 |
| プラクシテレス 『クニドスのアプロディーテー』 （大理石像、オリジナル版）                                                                          | 365 BCE                              | 306-95         | クニドスのアプロディーテー神殿に設置されていたが、後年 異教のものとして迫害された。複製あり。 |
| リンドスのカレス 『ロドス島の巨像』 | 292-280 BCE                          | 226 BCE        | 地震により倒壊。 |
| レジソーレ | 193-526                              | 1796           | ラヴェンナに建立されたのち、中世にパヴィーアへ移転され、ラヴェンナにはレプリカが残された。 君主制の象徴としてジャコバン派によって破壊された。 |
| Portraits of western and eastern imperial family members（モザイク画）                                                                            | 425                                  | 1747           | ガッラ・プラキディアの委託で制作された。 サン ジョバンニ エバンジェリスタ教会にあったが、再建に際し取り壊された。 |
| Portrait of the bishop of Ravenna（モザイク画）                                                                                                   | 425                                  | 1747           | ガッラ・プラキディアの委託で制作された。 サン ジョバンニ エバンジェリスタ教会にあったが、再建に際し取り壊された。 |
| バーミヤン渓谷の文化的景観と古代遺跡群 | 500-99                               | 2001           | タリバンによって破壊された。 |
| Icon of Christ Chalkites | 600                                  | 726-30         | ビザンツ帝国によって破壊された。複製のみ現存 |
| ピエトロ・カヴァリーニ Stories from the New and Old Testament （フレスコ画）                                                                      | 1277-85                              | 1823           | サン・パオロ・フオーリ・レ・ムーラ大聖堂に飾られていた が、1823年に焼失した。 |
| チマブーエ『信心二連祭壇画』 （壁画） | 1280-89                              |                | |
| ジョット・ディ・ボンドーネ『ナヴィチェッラ』（モザイク画）                                                                                        | 1305-13                              | 1650           | 旧サン・ピエトロ大聖堂の外壁だったが、再建により取り壊された。複製やスケッチは現存。 |
| グアリエント・ディ・アルポ Paradise | 1338-70                              | 1577           | ドゥカーレ宮殿の火災により焼失 |
| ロレンツォ・モナコ Virgin Enthroned with Saints and Angels                                                                                        | 1420                                 | 1945           | 旧博物館で起きた火災により焼失 |
| ジェンティーレ・ダ・ファブリアーノの作品群 | 1405-27                              | 1577           | ドゥカーレ宮殿の火災により焼失 |
| ドナテッロ Joshua （テラコッタ） | 1410                                 | 1750           | フィレンツェの ドゥオーモ の北側にあるアプスにあったが、崩壊した。 |
| ピサネロの作品群 | 1415-55                              | 1577           | ドゥカーレ宮殿の火災により焼失 |
| ピサネロHunting scenes （フレスコ画） | 1424-40                              | 1527           | フィリッポ・マリーア・ヴィスコンティがヴィスコンティ城に描かせたが、 コニャック同盟戦争によって破壊された。 |
| ピサネロ『Saint George Sheathing his Sword』（フレスコ画）                                                                                        | 1433-38                              | 1826           | サンタナスタジア聖堂ペッレグリーニ礼拝堂の天井に描かれていた。雨漏りにより損壊。 |
| マサッチオ Sagra del Carmine（フレスコ画） | 1422                                 | 1600           | サンタ・マリア・デル・カルミネ教会の回廊にあったが、再建により取り壊された。 |
| パオロ・ウッチェロ Saint Peter Blessing（モザイク画）                                                                                             | 1425-30                              | 1618           | サン・マルコ寺院のファサードにあったが、 ガエターノのモザイク画に置き換えられた |
| フィリッポ・リッピ Bestowal of the Carmelite Rule（フレスコ画）                                                                                   | 1425-69                              | 1771           | サンタ・マリア・デル・カルミネ教会の回廊にあったが、火災および雨漏りにて損壊した。 断片のみ現存 |
| ジェンティーレ・ダ・ファブリアーノとピサネロの共作によるフレスコ画                                                                                | 1427/28                              | 1647           | サン・ジョバンニ・イン・ラテラノ大聖堂の再建により取り壊された |
| ドナテッロ Abundance | 1428                                 | 1750           | 元々はサン・ジョヴァンニ洗礼堂に設置されていたが、旧市場広場（Mercato Vecchio）に移設された。風化により喪失。Giovanni della Robbiaの工房が制作したテラコッタの複製は現存 |
| マソリーノと パオロ・ウッチェロ Illustrious Men（フレスコ画サイクル）                                                                             | 1432                                 |                | オルシーニ枢機卿の邸宅に設置された。 Leonardo da Besozzoによる水彩画の複製は現存。 |
| ロヒール・ファン・デル・ウェイデン『トラヤヌス帝の裁き』                                                                                          | 1439                                 | 1695           | ブリュッセル市庁舎のGolden Chamberに設置されていたが、ブリュッセル砲撃 で破壊される。 ベルン歴史博物館にはタペストリーによる複製がある |
| アンドレア・デル・カスターニョ Flagellation（フレスコ画）                                                                                         | 1440-57                              | 1650           | サンタ・クローチェ聖堂の回廊に設置された。 |
| ヤン・ファン・エイク メルベーケの聖母 | 1441                                 | 1792–1815      | 聖マルティン大聖堂にあったが、フランスによるオランダ占領に際し破壊された。ゲルマン国立博物館に複製あり。 |
| ペトルス・クリストゥス (attributed) Crucifixion                                                                                                   | 1444                                 | 1942           | デッサウ宮殿およびPalais Reinaに設置されていた。 第二次世界大戦に際して破壊された。白黒写真のみ現存 |
| ドメニコ・ヴェネツィアーノ と アンドレア・デル・カスターニョ Life of the Virgin （フレスコ画）                                                    | 1450-52                              | 1594           | フィレンツェの聖エギディオ共同体（Sant' Egidio）の教会 (Santa Maria Nuova)にあった |
| アンドレア・マンテーニャ Lives of Saint James and Saint Christopher （フレスコ画）                                                                | 1450-57                              | 1944           | オヴェターリ礼拝堂の壁画として制作。第二次世界大戦により破壊。全体の写真のみ現存。また、1880年に取り外された Assumptionと Body of Saint Christopherは現存。 |
| アントネロ・ダ・メッシーナ Scenes from the life of Saint Nicholas （祭壇画）                                                                      | 1450-76                              | 1908           | メッシーナのサン・ニコロ・デッラ・モンターニャ会（Confraternity of San Nicolò della Montagna）の依頼で制作。ジョヴァンニ・バティスタ・カヴァルカゼルが1871年に目撃していた。メッシーナ地震で倒壊。 |
| Fra Angelico, school of Last Judgment | 1456                                 | 1945           | フリードリヒスハイン高射砲塔で起きた火災により焼失。 |
| ピエロ・デラ・フランチェスカ のフレスコ画 | 1456                                 |                | ラファエロ・サンティが『ラファエロの間』を制作するに際して上書きした可能性あり |
| ヴィンチェンツォ・フォッパTriumph of Trajan（フレスコ画）                                                                                         | 1456-1500                            | 1863           | ミラノのボッシ通りにあるメディチ銀行のために制作された 1863年に破壊された。ロンドンのウォレス・コレクションに断片あり |
| アンドレア・マンテーニャ Lamentation of the People over the Dead Gattamelata                                                                      | 1457-60                              | 1760           | パドヴァのガッタメラータ宮殿に設置されていたロンドンのウォレス・コレクションに関連作品あり |
| ペルジーノ Adoration of the Magi（フレスコ画） | 1466-80                              | 1529           | サン・ジュスト・アッレ・ムーラ修道院の依頼で制作された。フィレンツェ包囲戦 (1529年-1530年)にて破壊。 |
| サンドロ・ボッティチェッリPaintings on "pagan" subjects                                                                                           | 1470-92                              | 1497           | 虚栄の焼却によって焼失 |
| ジョヴァンニ・ベッリーニSaint Catherine of Siena （祭壇画）(Sacra Conversazione)                                                                  | 1470-1500                            | 1867           | サンティ・ジョヴァンニ・エ・パオロ聖堂の礼拝堂に描かれた |
| ルカ・シニョレッリThe Court of Pan (The School of Pan)                                                                                            | 1472-74                              | 1945           | フリードリヒスハイン高射砲塔で起きた火災により焼失。白黒写真および、Olivier Maceratesiが2021年に制作したカラー復元画は現存 |
| ルカ・シニョレッリMadonna and Saints（フレスコ画）                                                                                                | 1474                                 | 1789           | チッタ・ディ・カステッロの塔に設置されていた。 |
| アルヴィーゼ・ヴィヴァリーニ Otho Promising to Mediate Between Venice and Barbarossa                                                              | 1476-1500                            | 1577           | ドゥカーレ宮殿の火災により焼失 |
| サンドロ・ボッティチェッリ『ピエロ・ディ・コジモ・デ・メディチ』（Piero di Cosimo de' Medici ）                                                   | 1478年                               | 1942           | かつてはナポリのガエタノ・フィランギエリ市民博物館が所蔵していたが、第二次世界大戦により破壊 写真のみ現存 |
| サンドロ・ボッティチェッリ （フレスコ画）『パッツィ家の陰謀の犯人たち』                                                                           | 1478年                               | 1494           | メディチ家の没落後、アレクサンデル6世の依頼でバルジェロ宮殿および税関施設（ドガーナ）のために作られたが、1494年に撤去された。 |
| メロッツォ・ダ・フォルリ Ascension with Christ in Glory（フレスコ画）                                                                             | 1478年から80年                       | 1711           | サンティ・アポストリ教会の聖歌隊の依頼で制作したが、再建に伴い撤去された。 バチカンおよびクイリナーレにて断片が現存。 |
| メロッツォ・ダ・フォルリ Feo Chapel （ヴォールト・フレスコ画）                                                                                    | 1478年から80年                       | 1945           | フォルリにあるサン ビアージョ教会の依頼で制作。 第二次世界大戦により破壊された。Girolamo Reggianiが1831年にしるした注釈画（Graphical notes）、および壊される前の1944年に撮影された白黒写真、ならびにOlivier Maceratesiが2020年に制作したカラー復元画が存在する。                                                        |
| レオナルド・ダ・ヴィンチ 『グラン・カヴァッロ』 （粘土模型）                                                                                      | 1482                                 | 1499           | フランスによるミラノ侵攻に際して破壊 |
| ロレンツォ・コスタ Destruction of Troy（フレスコ画）                                                                                              | 1483                                 | 1507           | ボローニャのベンティヴォーリオ宮殿のロッジアに描かれていたが、宮殿での混乱に巻き込まれる形で破壊された。断片がPinacoteca Nazionaleに所蔵されている。 |
| アルヴィーゼ・ヴィヴァリーニ （祭壇画）for the church of Santa Maria dei Battuti in Belluno                                                       | 1485                                 | 1942-45        | 第二次世界大戦により破壊 |
| サンドロ・ボッティチェッリ、 ドメニコ・ギルランダイオ, フィリッピーノ・リッピ、ペルジーノ によるフレスコ画群（Forge of Vulcan含む）               | 1487-90                              | 1825           | ロレンツォ・デ・メディチの依頼で、彼の別荘に設置された。後年、鎮火する際に用いた水により損壊。 |
| アンドレア・マンテーニャ Baptism of Christ（フレスコ画）                                                                                          | 1488                                 | 1780           | バチカン宮殿のベルヴェデーレ礼拝堂に設置されていたが、ピオ・クレメンティーノ美術館建設に際して取り壊された。 |
| ジョヴァンニ・ベッリーニ The Supper at Emmaus | 1494                                 | 1750           | ベニスのジョルジオ・コルナーロの依頼で制作した。火災により焼失。 |
| ドメニコ・ギルランダイオ Virgin and Child in Glory with Saints John the Evangelist, Francis, Jerome and John the Baptist                          | 1496                                 | 1945           | 1810年まではサン・カシャーノ・イン・ヴァル・ディ・ペーザにあるサン・フランチェスコ教会にあった。1945年にフリードリヒスハイン高射砲塔で起きた火災により焼失。 |
| フラ・バルトロメオ Assumption of the Virgin | 1507-08                              | 1945           | 旧博物館で起きた火災により焼失 |
| ミケランジェロ 『カッシナの戦い』（下絵） |                                      |                | ヴェッキオ宮殿にあったが、バッチョ・バンディネッリが破壊したものとみられる。 |
| ミケランジェロ Cupid （大理石像） |                                      | 1698           | イザベラ・デステ および イングランド王チャールズ1世 が所蔵していた。ホワイトホール宮殿の火災により焼失 |
| カラヴァッジオ『遊女の肖像』 |                                      | 1945年         | 元々はボーデ博物館に所蔵されていたが、旧博物館で起きた火災により焼失 |
| ミケランジェロ Pope Julius II in the act of blessing （ブロンズ像）                                                                               |                                      | 1511           | ボローニャにあるサン・ペトロニオ大聖堂のファサードに設置されたが、後年ボローニャ市民によって破壊された |
| コレッジョ The Coronation of the Virgin（フレスコ画）                                                                                             |                                      | 1587           | パルマのChurch of San Giovanni Evangelistaにあった。ロンドンの National Galleryほか複数の施設にて断片が現存 |
| コレッジョ Saint Mary Magdalen in the Desert（フレスコ画）                                                                                        |                                      | 1555           | ヴェロニカ・ガンバラの邸宅Palazzo della Delizieに設置された。ガンバラ1528年9月3日付でイザベラ・デステあてに送った手紙の中で言及している。Palazzo della Delizieとともに破壊される。 |
| コレッジョ『砂漠のマグダレン』 |                                      | 1945-          | ドレスデンにあったが、第二次世界大戦にて破壊された。 |
| ラファエロ・サンティ Crowning of Saint Nicholas of Tolentino                                                                                      |                                      | 1700–99        | ラファエロが初めて受注した作品として記録されており、チッタ・ディ・カステッロのサンタゴスティーノ教会のアンドレア・バロンチ礼拝堂に設置された。 地震により損壊。 少なくとも4つの断片が現存している。 |
| アルブレヒト・デューラー Ascension of Mary （祭壇画）                                                                                             |                                      | 1729           | 焼失 。中央部分はバイエルン選帝侯マクシミリアンのコレクションとなった。1615年にジョブスト・ハリッヒが制作した祭壇画全体の複製は現存 |
| ヴォルフ・フーバー Portrait of an Architect (Self-Portrait?)                                                                                      | 1529                                 | 1947           | 1947年に所蔵元のストラスブール美術館で起きた火災により焼失 |
| ルーカス・クラナッハ Cardinal Albrecht of Brandenburg, Archbishop of Mainz                                                                        |                                      | 1945           | 旧博物館で起きた火災により焼失 |
| ルーカス・クラナッハ Virgin and Child with Four Female Saints                                                                                     |                                      | 1945           | 旧博物館で起きた火災により焼失 |
| ルーカス・クラナッハ Madonna and Child with Infant Saint John                                                                                     |                                      | 1945           | 旧博物館で起きた火災により焼失 |
| ルーカス・クラナッハ Duke Henry of Saxony |                                      | 1945年         | ドレスデン爆撃により焼失 |
| ピーテル・ブリューゲル The Farmers Brawl |                                      | 1945年         | ドレスデン爆撃により焼失。1620年ごろにLucas Vostermanが制作した版画のみ現存 |
| ハンス・ホルバイン Henry VIII and family（壁画）                                                                                                  |                                      | 1698           | 所蔵元であるホワイトホール宮殿の火災により焼失 |
| ハンス・ホルバイン『サー・トマス・モア家族図』 |                                      | 1752           | クロムニェジーシュ宮殿の火災により焼失 。 |
| ティツィアーノ・ヴェチェッリオ Battle of Spoleto                                                                                                  |                                      | 1577           | ドゥカーレ宮殿の火災により焼失。 |
| ティツィアーノ・ヴェチェッリオ Battle of Cadore                                                                                                   |                                      | 1577           | ドゥカーレ宮殿の火災により焼失。 |
| ティツィアーノ・ヴェチェッリオ Doge Gritti Praying to the Virgin                                                                                  |                                      | 1577           | ドゥカーレ宮殿の火災により焼失。 |
| ティントレット Coronation of Frederick Barbarossa                                                                                                 |                                      | 1577           | ドゥカーレ宮殿の火災により焼失。 |
| ティントレット Excommunication of Barbarossa |                                      | 1577           | ドゥカーレ宮殿の火災により焼失。 |
| ティントレット Last Judgment |                                      | 1577           | ドゥカーレ宮殿の火災により焼失。 |
| パオロ・ヴェロネーゼ Homage of Frederick Barbarossa                                                                                               |                                      | 1577           | ドゥカーレ宮殿の火災により焼失。 |
| ジェンティーレ・ダ・ファブリアーノ Works |                                      | 1577           | ドゥカーレ宮殿の火災により焼失。 |
| ピサネロ Works |                                      | 1577           | ドゥカーレ宮殿の火災により焼失。 |
| ヴィットーレ・カルパッチョ Pope Alexander III in the Church of St. Marks                                                                          |                                      | 1577           | ドゥカーレ宮殿の火災により焼失。 |
| ヴィットーレ・カルパッチョ Meeting of the Pope and the Doge at Ancona                                                                             |                                      | 1577           | ドゥカーレ宮殿の火災により焼失。 |
| アルヴィーゼ・ヴィヴァリーニ Otho Promising to Mediate Between Venice and Barbarossa                                                              |                                      | 1577           | ドゥカーレ宮殿の火災により焼失。 |
| グアリエント・ディ・アルポ Paradise |                                      | 1577           | ドゥカーレ宮殿の火災により焼失。 |
| ジェンティーレ・ベッリーニ Battle of Salvore |                                      | 1577           | ドゥカーレ宮殿の火災により焼失。 |
| ジェンティーレ・ベッリーニ Presentation of the White Candle to the Pope                                                                           |                                      | 1577           | ドゥカーレ宮殿の火災により焼失。 |
| ジョヴァンニ・ベッリーニ Presentation of the Eight Standards and Trumpets to the Doge                                                             |                                      | 1577           | ドゥカーレ宮殿の火災により焼失。 |
| ペリーノ・デル・ヴァーガ Christ at the Pool of Bethesda（フレスコ画）                                                                             | 1537–39                              | 1850年代       | トリニタ・デイ・モンティ教会のMassimi Chapelにあった。 |
| ペリーノ・デル・ヴァーガ Christ and the Centurion（フレスコ画）                                                                                   | 1537–39                              | 1850年代       | Massimi Chapel, トリニタ・デイ・モンティ教会 のMassimi Chapelに設置。立て直しに伴い撤去される。 |
| ペリーノ・デル・ヴァーガ The Transfiguration（フレスコ画）                                                                                        | 1537–39                              | 1850年代       | トリニタ・デイ・モンティ教会のMassimi Chapelに設置。立て直しに伴い撤去される。 |
| ペリーノ・デル・ヴァーガ The Expulsion from the Temple（フレスコ画）                                                                              | 1537–39                              | 1850年代       | トリニタ・デイ・モンティ教会のMassimi Chapelに設置。立て直しに伴い撤去される。 |
| ティツィアーノ・ヴェチェッリオ Death of St Peter Martyr                                                                                           |                                      | 1867           | サンティ・ジョヴァンニ・エ・パオロ聖堂のロザリオ礼拝堂にて設置された。 オリジナルは焼失したが、複製および版画は現存。 |
| ティツィアーノ・ヴェチェッリオ Double Portrait of Emperor Charles V and his wife Isabella of Portugal                                             |                                      | 1734           | Royal Alcázar of Madridで起きた火災により焼失。ルーベンスによる複製は現存。 |
| ティツィアーノ・ヴェチェッリオ Penitent Magdalene                                                                                                 | 1561                                 | 1873           | スぺイン王フェリペ2世の依頼で制作。1873年1月21日のBath Houseの火災により焼失 |
| ティツィアーノ・ヴェチェッリオ Ixion and Tantalus                                                                                                 |                                      | 1734           | Royal Alcázar of Madridで起きた火災により焼失 |
| ティツィアーノ・ヴェチェッリオ Paintings of The Twelve Caesars                                                                                    |                                      | 1734           | Royal Alcázar of Madridで起きた火災により焼失 |
| アンドレーア・パッラーディオ（またはGiorgio Capobianco）『ヴィチェンツァの宝石』                                                                  | 1578                                 | 1797           | ヴィチェンツァへの奉納品として作られた。その後、ナポレオン軍が銀の採取のために破壊した。 2012年から2013年にかけて銀の複製が作られた。 |
| ヤコポ・ダ・ポントルモApollo and Juno | 1580                                 | 1945           | ベニスのフォンダコ・デイ・テデスキの依頼で制作。旧博物館で起きた火災により焼失 |
| ヤコポ・ダ・ポントルモ Saturn Helps Religion to Overcome Heresy                                                                                   | 1580                                 | 1945           | ベニスのフォンダコ・デイ・テデスキの依頼で制作。旧博物館で起きた火災により焼失 |
| ヤコポ・ダ・ポントルモ God the Father and the Four Evangelists（フレスコ画）                                                                      |                                      | 1700–99        | フィレンツェにあるサンタフェリチタ教会のッポーニ礼拝堂に設置されたが、再建に伴い撤去。 |
| ヤコポ・ダ・ポントルモ Last Judgment |                                      | 1700–99        | サン・ロレンツォ聖堂に設置される予定だったが、完成しないまま撤去された |
| カラヴァッジオ『Portrait of a Courtesan, aka Fillide Melandroni』                                                                                 | 1597-1599                            | 1945           | 旧博物館で起きた火災により焼失 |
| ヘンドリック・コルネリスゾーン・フローム The Armada Tapestries                                                                                    | 1602                                 | 1834           | 初代ノッティンガム伯爵チャールズ・ハワードの依頼で制作後、1616年にイングランド王ジェームズ1世へ売却された。1650年にはオリバー・クロムウェルによって貴族院の建物に設置された。また、John Pineが1739年に版画を制作している。1834年にイギリス議会で起きた火災で焼失                                                        |
| ジャンボローニャ Henry IV of France（ブロンズ製の騎馬像）                                                                                         | 1614                                 | 1789–99        | コジモ2世から、アンリ4世の妻であるマリー・ド・メディシスに贈られた。フランス革命に際して大砲の材料にするために破壊された。 |
| ニコラ・プッサン The Martyrdom of Erasmus | 1630                                 | 1945年         | ドレスデン爆撃により焼失。 |
| ニコラ・プッサン Penance | 1637–1640                            | 1816           | 七つの秘蹟の一部。 ベルボア城の火災により焼失 |
| クロード・ロラン Queen Esther Approaching the Palace of Ahasuerus                                                                                 | 1658                                 | 1755           | フォントヒル修道院での火災により焼失 。断片がEarl of Leicester, Holkham Hallっとして扱われている。 |
| クロード・ロラン Apollo Guarding the Herds of Admetus and Mercury Stealing Them                                                                   | 1660–1673                            | 1871           | 1871年に起きたホルカー・ホールの火災により焼失。 |
| ピーテル・パウル・ルーベンス The Crucifixion | 1601–02                              | 1820-          | サンタ・クローチェ・イン・ジェルサレンメ聖堂で使うために制作された。1811年にイングランドへもち出され、翌1812年に競売が行われた。1820年にも競売が行われたが、同年海の底に沈んだ。 |
| ピーテル・パウル・ルーベンス Madonna of the Rosary                                                                                                |                                      | 1695           | ブリュッセル砲撃により焼失。ブリュッセルにある Royal Chapel of the Dominican Churchで使うために制作された。 |
| ピーテル・パウル・ルーベンス Virgin Adorned with Flowers by Saint Anne                                                                            | 1610                                 | 1695           | ブリュッセル砲撃により焼失。 the Church of the Carmelite Friarsで使うために制作された。 |
| ピーテル・パウル・ルーベンス Saint Job Triptych                                                                                                   | 1613                                 | 1695           | ブリュッセル砲撃により焼失。 Saint Nicholas Churchで使うために制作された。 |
| ピーテル・パウル・ルーベンス Cambyses Appointing Otanes Judge                                                                                     |                                      | 1695           | ブリュッセル砲撃により焼失。ブリュッセルのMagistrates' Hallの装飾として作られた。 |
| ピーテル・パウル・ルーベンス Judgment of Solomon                                                                                                  |                                      | 1695           | ブリュッセル砲撃により焼失。ブリュッセルのMagistrates' Hallの装飾として作られた。 |
| ピーテル・パウル・ルーベンス Last Judgment |                                      | 1695           | ブリュッセル砲撃により焼失。ブリュッセルのMagistrates' Hallの装飾として作られた。 |
| ピーテル・パウル・ルーベンス Neptune and Amphitrite                                                                                               | 1615                                 | 1945           | 旧博物館で起きた火災により焼失 |
| ピーテル・パウル・ルーベンス Nativity |                                      | 1731           | クーデンベルク宮殿での火災により焼失。 |
| ピーテル・パウル・ルーベンス Adoration of the Magi                                                                                                |                                      | 1731           | クーデンベルク宮殿での火災により焼失。 |
| ピーテル・パウル・ルーベンス Pentecost |                                      | 1731           | クーデンベルク宮殿での火災により焼失。 |
| ピーテル・パウル・ルーベンス The Abduction of Proserpine                                                                                          |                                      | 1861           | 1861念2月に起きた ブレナム宮殿での火災により焼失 。Pieter Soutmanが1621年以前に制作した版画は現存。 |
| ピーテル・パウル・ルーベンス Crucifixion with Mary, St. John, Magdalen                                                                            | 1622                                 | 1643           | イングランド内戦にて破壊。 |
| ピーテル・パウル・ルーベンス Portrait of Philip IV of Spain                                                                                       | 1628                                 | 1985           | 1985年にチューリッヒ美術館を狙った焼夷弾により焼失。 |
| ピーテル・パウル・ルーベンス Diana and Nymphs Surprised by Satyrs                                                                                 | 1635–1638                            | 1945           | 旧博物館で起きた火災により焼失 |
| ピーテル・パウル・ルーベンス Equestrian Portrait of Philip IV of Spain                                                                            |                                      | 1734           | Royal Alcázar of Madridで起きた火災により焼失 。ウフィツィ美術館に複製あり。 |
| ピーテル・パウル・ルーベンス The Continence of Scipio                                                                                             |                                      | 1836           | 1836年、ロンドンのWestern Exchangeで起きた火災により焼失 |
| ピーテル・パウル・ルーベンス The Lion Hunt |                                      | 1870           | 元々はシュラスハイム宮殿にあったが、ナポレオンのエージェントにより、1800年ごろに持ち出された。その後、ボルドー美術館に展示されていたが、1870年の火災により焼失した。 |
| ピーテル・パウル・ルーベンス Equestrian Portrait of the Duke of Buckingham                                                                        |                                      | 1949           | ジャージー伯爵が オスタリー・パークに所有していたが、その後焼失。 |
| アンソニー・ヴァン・ダイクとピーテル・パウル・ルーベンス Jesuit Church in Antwerp (nl:Carolus Borromeuskerk#Branden, Dutch wiki) にある天井画39点 |                                      | 1718           | 焼失 |
| ピーテル・パウル・ルーベンス とヤン・ブリューゲル (父) Vision of Saint Hubert                                                                     |                                      | 1945           | 旧博物館で起きた火災により焼失 |
| ヤン・ブリューゲル (父)ほか Allegories of Sight and Smell                                                                                         |                                      | 1731           | アントウェルペン市が購入し、テルビュレン城の謁見の間に設置された 。クーデンベルク宮殿での火災により焼失。 |
| ヤン・ブリューゲル (父) ほか Allegories of Hearing, Taste and Touch                                                                               |                                      | 1731           | クーデンベルク宮殿での火災により焼失。 |
| アンソニー・ヴァン・ダイク 『Group Portrait of the Town Council of Brussels』                                                                     | 1634-35                              | 1695           | ブリュッセル砲撃 により破壊。 |
| アンソニー・ヴァン・ダイク Christ Crowned with Thorns                                                                                             |                                      | 1945           | 旧博物館で起きた火災により焼失 |
| アンソニー・ヴァン・ダイク Lamentation over Christ                                                                                                |                                      | 1945           | 旧博物館で起きた火災により焼失 |
| アンソニー・ヴァン・ダイク Nymphs Surprised by Satyrs                                                                                             |                                      | 1945           | 旧博物館で起きた火災により焼失 |
| アンソニー・ヴァン・ダイク Saints John the Baptist and John the Evangelist                                                                        |                                      | 1945           | 旧博物館で起きた火災により焼失 |
| ヘラルト・ファン・ホントホルスト Adoration of the Shepherds (Birth of Christ)                                                                     |                                      | 1993           | 所蔵元のウフィツィ美術館そばで起きた車爆弾テロにより喪失 |
| トマス・デ・ケイセルSix Gold and Silver Smiths (The "Bankers of Amsterdam")                                                                       | 1627                                 | 1947           | ストラスブール美術館で起きた火災により他の30作品とともに焼失 |
| ヤーコプ・ファン・ロイスダール Bentheim Castle with Christ and Disciples on the Road to Emmaus                                                    |                                      | 1864           | 所蔵元である ボイマンス・ヴァン・ベーニンゲン美術館の火災により焼失 |
| ヤーコプ・ファン・ロイスダール The Windmill |                                      | 1871           | ホルカー・ホールでの火災により焼失。 |
| カレル・ファブリティウス Large family portrait |                                      | 1864           | 所蔵元であるボイマンス・ヴァン・ベーニンゲン美術館の火災により焼失 |
| アルベルト・カイプ Sleeping Man |                                      | 1864           | 所蔵元であるボイマンス・ヴァン・ベーニンゲン美術館の火災により焼失 |
| ヤン・ステーン Tobias Healing His Father |                                      | 1864           | ボイマンス・ヴァン・ベーニンゲン美術館の火災により焼失 。 |
| パウルス・ポッテルWhite Ox in a Field |                                      | 1864           | 所蔵元であるボイマンス・ヴァン・ベーニンゲン美術館の火災により焼失 |
| パウルス・ポッテルLarge Herd of Oxen |                                      | 1771           | 1771年にエカチェリーナ2世の代理人がアムステルダムでの競売で落札するが、作品を積んでいたフラウ・マリア号がロシアへ移送する途中で沈没した 。 |
| カラヴァッジオ The Inspiration of Matthew（初版）                                                                                                 | 1601                                 | 1945           | 旧博物館で起きた火災により焼失 |
| カラヴァッジオ Christ on the Mount of Olives | 1605                                 | 1945           | 銀行家ヴィンチェンツォ・ジュスティニアーニのコレクション。当時の所蔵元だった旧博物館で起きた火災により焼失 |
| カラヴァッジオ Saint John |                                      | 1798           | ナポリのサンタンナ・デイ・ロンバルディにあるフェナローリ礼拝堂に設置。地震により損壊。 |
| カラヴァッジオ Saint Francis |                                      | 1798           | ナポリのサンタンナ・デイ・ロンバルディにあるフェナローリ礼拝堂に設置。地震により損壊。 |
| カラヴァッジオ Resurrection |                                      | 1798           | ナポリのサンタンナ・デイ・ロンバルディにあるフェナローリ礼拝堂に設置。地震により損壊。1763年にシャルル＝ニコラ・コシャンが描いた図は現存。 |
| オラツィオ・ジェンティレスキ The Conversion of Saint Paul （祭壇画）                                                                              |                                      | 1823           | サン・パオロ・フオーリ・レ・ムーラ大聖堂のために制作されたが、後年焼失した |
| ラヴィニア・フォンターナ The Stoning of Saint Stephen （祭壇画）                                                                                  |                                      | 1823           | サン・パオロ・フオーリ・レ・ムーラ大聖堂のために制作されたが、後年焼失した |
| アルテミジア・ジェンティレスキ Hercules and Omphale                                                                                               | 1628                                 | 1734           | フェリペ4世の依頼で制作。 Royal Alcázar of Madridで起きた火災により焼失 |
| アルテミジア・ジェンティレスキ Bathsheba | 1650–1652                            | 1940年         | スコットランドのGosford Houseに所蔵されていたが焼失した |
| バルトロメオ・マンフレディ La Buonavventura |                                      | 1993           | 所蔵元のウフィツィ美術館そばで起きた車爆弾テロにより喪失 |
| バルトロメオ・マンフレディ Ciclo Vito |                                      | 1993           | 所蔵元のウフィツィ美術館そばで起きた車爆弾テロにより喪失 |
| アンニーバレ・カラッチ Danae |                                      | 1941           | エルズミーア・コレクション。所蔵元のブリッジウォーターハウスがドイツ軍の爆撃に遭い、破壊された。 |
| Carracci, Annibale Saint Gregory Praying for Souls in Purgatory, （祭壇画）                                                                       | 1600                                 | 1941           | 元々はローマのChurch of San Gregorio Magnoが所有していたが、その後エルズミーア・コレクションに加えられた。所蔵元のブリッジウォーターハウスがドイツ軍の爆撃に遭い、破壊された。 |
| Carracci, Ludovico Descent from the Cross |                                      | 1941           | エルズミーア・コレクション。所蔵元のブリッジウォーターハウスがドイツ軍の爆撃に遭い、破壊された。 |
| Reni, Guido Immaculate Conception |                                      | 1941           | 元々はスペインのセビリア大聖堂にあったが、のちにロンドンのエルズミーア・コレクションに加えられた。所蔵元のブリッジウォーターハウスが二次世界大戦により破壊。 |
| Bernini Bust of King Charles I (Bernini) |                                      | 1698           | ホワイトホール宮殿の火災により焼失 |
| Bernini Crucified Christ in bronze |                                      | 1789–99        | フランス王家が所有していたがフランス革命により破壊 |
| ディエゴ・ベラスケス Expulsion of the Moors with Philip III                                                                                       | 1627                                 | 1734           | Royal Alcázar of Madridで起きた火災により焼失 |
| ディエゴ・ベラスケス Venus and Adonis |                                      | 1734           | Royal Alcázar of Madridで起きた火災により焼失 |
| ディエゴ・ベラスケス Cupid and Psyche |                                      | 1734           | Royal Alcázar of Madridで起きた火災により焼失 |
| ディエゴ・ベラスケス Apollo and Marsyas |                                      | 1734           | Royal Alcázar of Madridで起きた火災により焼失 |
| フランシスコ・デ・スルバラン Saint Bonaventure Reveals the Crucifix to Saint Thomas Aquinas                                                       |                                      | 1945           | セビリアのサン・ブエナベントゥーラ校（Colegio de San Buenaventura）の依頼で制作。フランス軍のニコラ＝ジャン・ド・デュ・スールトによってスペイン国外へ持ち出された。 旧博物館で起きた火災により焼失 |
| バルトロメ・エステバン・ムリーリョ Caritas Romana (Roman Charity)                                                                                 |                                      | 1845           | ホセ1世によってスペインから持ち出され、ペンシルベニア美術アカデミーに売られたが、最終的には火災で焼失した。 |
| ルカ・ジョルダーノ The Labors of Hercules sixteen （フレスコ画）                                                                                  | 1692–1702                            | 1800–99        | ブエン・レティーロ宮殿に設置されていた |
| ルカ・ジョルダーノ Life of Saint Benedict （フレスコ画）                                                                                          |                                      | 1944           | モンテ・カッシーノ修道院の依頼で制作。 モンテ・カッシーノの戦いで破壊。 |
| ルカ・ジョルダーノ The Rape of the Sabine Women                                                                                                   |                                      | 1945           | アルテ・マイスター絵画館に所蔵されていたが、ドレスデン爆撃により焼失。 |
| ゴドフリー・ネラー William III Leading Troops at the Battle of the Boyne                                                                          |                                      | 1965           | Grocers' Hallの火災により焼失 |
| アントワーヌ・コワペル Venus Imploring Jupiter on Behalf of Aeneas（天井画）                                                                      | 1702                                 | 1783-          | パレ・ロワイヤルの大ギャラリーに設置された。 習作数点が現存 |
| ジョン・ノスト King George I of Great Britain(騎馬像)                                                                                             | 1716                                 | 1872           | かつては、キャノンズにあるシャンドス公爵のコレクションの一つだったが、1784年にロンドンの レスター・スクウェア に移設された。略奪されたのち売られ、最終的には撤去された |
| ジャン・シメオン・シャルダン Still Life with Copper Kettle, Bowl with Eggs                                                                        | 1724–25                              | 1945           | 旧博物館で起きた火災により焼失 |
| アントワーヌ・ヴァトーIdol of the Goddess Ki Mao Sao in the Kingdom of Mang in the country of Laos                                                | 1719                                 | 1789–99        | ミュエット城の装飾で、フランス革命によって破壊された。 |
| アントワーヌ・ヴァトーSpring | 1717-18                              | 1966           | 資産家ピエール・クロザのコレクションの一つ。1964年に再発見されるも、 のちに焼失した。 関連作品であるAutumnと Winterは所在不明。複数の版画は現存。 |
| ウィリアム・ホガース『娼婦一代記』 | 1731                                 | 1755           | フォントヒル修道院での火災により焼失 1732年に制作された版画は現存。 |
| ウィリアム・ホガース 『巡業する女優たち』 | 1738年                               | 1874年         | 1874年12月に起きたLittleton Houseでの火災により焼失。作者による複製版画は現存。 |
| トマス・ハドソン (画家) William Bouverie |                                      | 1952           | 所蔵元のコールズヒルハウスの火災により焼失。 |
| トマス・ハドソン (画家) Anne Bouverie |                                      | 1952           | 所蔵元のコールズヒルハウスの火災により焼失 。 |
| トマス・ハドソン (画家) Mary Bouverie |                                      | 1952           | 所蔵元のコールズヒルハウスの火災により焼失 。 |
| ジョヴァンニ・バッティスタ・ティエポロ The Translation of the Holy House of Loreto（フレスコ画）                                                  |                                      | 1915           | ベニスのスカルツィ教会にあったが、第一次世界大戦の際、オーストリア軍の砲撃によって破壊された。 1914年以前に制作された天井全体の複製が存在するほか、マリアノ・フォルトゥーニによる原画を基にしたガッシュ画、ジェームズ・アンダーソンが1914年に撮影した写真、およびOlivier Maceratesiが2019年に制作した複製画が存在する。 |
| ジョヴァンニ・バッティスタ・ティエポロとジョヴァンニ・ドメニコ・ティエポロ Soderini family （フレスコ画）                                         | 1754                                 | 1918           | Villa Soderini, Nervesa della Battaglia, in the Veneto. 1918年6月15日から15日にかけて展開されたイタリアとオーストリアの戦闘（第一次世界大戦）により破壊された。 写真のみ現存 |
| ジョヴァンニ・バッティスタ・ティエポロ The Triumph of the Arts and Sciences （フレスコ天井画）                                                    | 1731                                 | 1943           | Palazzo Archinto, ミラノ空爆により破壊 。写真のみ現存 |
| ジョヴァンニ・バッティスタ・ティエポロ Apollo and Phaethon （フレスコ天井画）                                                                     | 1731                                 | 1943           | ミラノ爆撃により焼失 |
| ジョヴァンニ・バッティスタ・ティエポロ Perseus and Andromeda （フレスコ天井画）                                                                   | 1731                                 | 1943           | ミラノ爆撃により焼失 |
| ジョヴァンニ・バッティスタ・ティエポロ Juno with Fortuna and Venus （フレスコ天井画）                                                             | 1731                                 | 1943           | ミラノ爆撃により焼失 |
| ジョヴァンニ・バッティスタ・ティエポロ Triumph of Hercules （フレスコ天井画）                                                                     | 1761                                 | 1945年         | ヴェローナのカノッサ宮殿のメインサロンの天井に設置された。第二次世界大戦後の爆撃により破壊。 |
| フィリップ・ジェイムズ・ド・ラウザーバーグ The Eidophusikon                                                                                       | 1781                                 |                | |
| ジョシュア・レノルズ Nativity |                                      | 1816           | ベルボア城の火災により焼失。 |
| ジョシュア・レノルズ The Infant Jupiter |                                      | 1816           | ベルボア城の火災により焼失。 |
| ジョシュア・レノルズ General James Oglethorpe |                                      | 1816           | ベルボア城の火災により焼失。 |
| トマス・ゲインズバラ David Garrick leaning on a bust of Shakespeare                                                                               | 1766                                 | 1946           | ストラトフォード・シェイクスピア記念祭に向けて制作された。ストラトフォード＝アポン＝エイヴォンの庁舎 の火災により焼失。複製は現存。 |
| トマス・ゲインズバラ Wooded landscape with gipsies round a camp fire also named The Gipsies                                                       | 1754                                 | <1831          | ジョン・ボイデル（John Boydell）が1764年に公開した版画は現存 |
| トマス・ゲインズバラ The Woodman and his Dog in a Storm                                                                                           | 1787                                 | 1810           | Exton Old Parkの火災により焼失 。Pierre Simonが1791年に制作したメゾチントは現存。 |
| トマス・ゲインズバラ Cottage Children with an Ass                                                                                                 |                                      | 1810           | Exton Old Parkでの火災により焼失。メゾチントは現存。 |
| トマス・ゲインズバラ Portrait of Sir Francis Sykes of Basildon with a groom, two horses, and a dog                                                |                                      | 1874年         | ロンドンのPantechnicon にある保管庫の火事により焼失。 |
| リチャード・ウィルソン (画家) The Destruction of Niobe's Children                                                                                 |                                      | 1944           | かつてはロンドンのナショナル・ギャラリーに所蔵されていたが、第二次世界大戦により喪失 |
| ジョン・シングルトン・コプリーが植民地時代に制作した多数の肖像画                                                                                  |                                      | 1872           | ボストン大火により焼失 。かつてはPeter Wainwrightが所蔵していた。 |
| チャールズ・ウィルソン・ピール Portrait of Thomas Paine                                                                                           | 1777                                 | 1893           | 1853年に Peale's Museumで展示されたのち、T.B. MacDonoughおよび、俳優のジョセフ・ジェファーソンの手に渡った。1893年4月、Buttermilk Bayにあるジェファーソンのサマーハウスの火災により焼失 。版画は現存。 |
| ジャン＝アントワーヌ・ウードン Bust of the composer Gluck（大理石像）                                                                             |                                      | 1873           | オペラ座の火災により焼失。テラコッタは現存。 |
| ジョヴァンニ・ドメニコ・ティエポロ Glorification of the Giustiniani Family (フレスコ画)                                                           | 1784                                 | 1866           | ドゥカーレ宮殿に設置されていたが、老朽化に伴い交換された。 下絵がメトロポリタン美術館にある。 |
| ウィリアム・ビーチー『軍隊を視察するジョージ3世とプリンス・オブ・ウェールズ』                                                                     | 1797–98                              | 1992年         | 1992年のウィンザー城火災により焼失。 |
| フランシスコ・デ・ゴヤ Don Antonio de Porcel | 1806                                 | 1956           | ブエノスアイレスのジョッキー・クラブ（ Jockey Club）での火災により 焼失 |
| ギルバート・ステュアート Seated portrait of President Washington                                                                                  |                                      | 1851年         | アメリカ議会図書館の火災により焼失 |
| ギルバート・ステュアート Seated portrait of President Adams                                                                                       |                                      | 1851年         | アメリカ議会図書館の火災により焼失 |
| ギルバート・ステュアート Seated portrait of President Jefferson                                                                                   |                                      | 1851年         | アメリカ議会図書館の火災により焼失 |
| チャールズ・ウィルソン・ピール Portrait of Peyton Randolph, Speaker of the Virginia House of Burgesses                                            |                                      | 1851年         | アメリカ議会図書館の火災 により焼失 |
| アントニオ・カノーヴァ ジョージ・ワシントン像（大理石像）                                                                                         |                                      | 1831           | ノースカロライナ州議会議事堂で起きた火災により焼失 作者による石膏像は現存 |
| レンブラント・ピール The Dream of Love (Jupiter and Io)                                                                                           |                                      | <1855          | 作者によると1855年以前の展示の際に焼失したという。 |
| レンブラント・ピール Musidora |                                      | 1850–51        | 1850年および51年にフィラデルフィアの画廊で展示していた際に焼失したという。 |
| カスパー・ダーヴィト・フリードリヒ Winter | 1807–08                              | 1931年         | 水晶宮の火災により焼失 |
| カスパー・ダーヴィト・フリードリヒ The Farewell                                                                                                   | 1818                                 | 1931年         | 水晶宮の火災により焼失 |
| カスパー・ダーヴィト・フリードリヒ The Harbor at Grifswald                                                                                        | 1820                                 | 1931年         | 水晶宮の火災により焼失 |
| カスパー・ダーヴィト・フリードリヒ Autumn Landscape with Brush Collector                                                                          | 1824                                 | 1931年         | 水晶宮の火災により焼失 |
| カスパー・ダーヴィト・フリードリヒ Evening | 1825                                 | 1931年         | 水晶宮の火災により焼失 |
| カスパー・ダーヴィト・フリードリヒ Mountain Chapel in the Mist                                                                                    | 1811                                 | 1945           | 旧博物館で起きた火災により焼失 |
| カスパー・ダーヴィト・フリードリヒ Monastery Graveyard in the Snow                                                                                | 1817–18                              | 1945           | 旧博物館で起きた火災により焼失 |
| カスパー・ダーヴィト・フリードリヒ High Mountain Region                                                                                           | 1824                                 | 1945           | 旧博物館で起きた火災により焼失 |
| カスパー・ダーヴィト・フリードリヒ Northern Lights                                                                                                | 1830–1835                            | 1945           | 旧博物館で起きた火災により焼失 |
| ジョゼフ・マロード・ウィリアム・ターナー The Mouth of the Thames                                                                                  | 1807                                 | 1939–1945      | 第二次世界大戦により喪失 |
| ジョゼフ・マロード・ウィリアム・ターナー Fish Market on the Sands                                                                                 | 1830                                 | 1956           | アメリカの芸能プロデューサービリー・ローズが所有していたが、焼失した。 |
| エドウィン・ランドシーア War and Peace | 1846                                 | 1928           | Tate Galleryの地下に保管されていた。1928年のテムズ川の氾濫により損壊。双方の版画は現存うち、"War"の複製はテレビ番組 Fake or Fortune?にて本物かもしれないとされていた |
| マリオ・ブラガルディ（Mario Bragaldi) Jupiter on Mount Olympus （フレスコ天井画）                                                                 | 1850年代                             | 2018年         | ペドロ2世の依頼で制作。ブラジル国立博物館火災により焼失 |
| マリオ・ブラガルディ（Mario Bragaldi) Justice （フレスコ天井画）                                                                                  | 1850年代                             | 2018年         | ブラジル国立博物館火災により焼失 |
| マリオ・ブラガルディ（Mario Bragaldi) Fortitude （フレスコ天井画）                                                                                | 1850年代                             | 2018年         | ブラジル国立博物館火災により焼失 |
| マリオ・ブラガルディ（Mario Bragaldi) Temperance （フレスコ天井画）                                                                               | 1850年代                             | 2018年         | ブラジル国立博物館火災により焼失 |
| マリオ・ブラガルディ（Mario Bragaldi) Prudence （フレスコ天井画）                                                                                 | 1850年代                             | 2018年         | ブラジル国立博物館火災により焼失 |
| Leutze, Emanuel Washington Crossing the Delaware (初版)                                                                                           | 1849–50                              | 1942           | ブレーメン空襲により焼失 |
| ドミニク・アングル Apotheosis of Napoleon I（天井画）                                                                                             |                                      | 1871           | パリ市庁舎の火事により焼失 |
| ポール・ドラローシュ The Storming of the Bastille                                                                                                 | 1830                                 | 1871           | パリ市庁舎の火事により焼失 |
| ウジェーヌ・ドラクロワ Justinian Drafting his Laws                                                                                                | 1826                                 | 1871           | パリ・コミューン鎮圧時の火災で焼失。国務院のために制作。1855年に撮影された白黒写真は現存 |
| ウジェーヌ・ドラクロワ Peace Consoles Mankind and Brings Abundance                                                                                | 1852–1854                            | 1871           | パリ市庁舎の火事により焼失 |
| テオドール・シャセリオー 『戦争』（War）と『平和』（Peace）（壁画）                                                                               | 1848                                 | 1871           | 元々会計検査院の依頼で制作されたが、パリ・コミューン鎮圧時の火災で焼失。 『平和』の部分はルーブル美術館にて保管されている。 |
| フランツ・ヴィンターハルター Napoleon III | 1856                                 | 1871           | パリ・コミューン鎮圧時に起きたテュイルリー宮殿での火災により焼失。 作者による模型、および複製は現存 |
| フランツ・ヴィンターハルター Empress Eugénie | 1856                                 | 1871           | パリ・コミューン鎮圧時に起きたテュイルリー宮殿での火災により焼失 。 作者による模型、および複製は現存 |
| ジャン＝フランソワ・ミレー 『バビロン捕囚』（The Jewish Captivity in Babylon）                                                                    | 1848                                 | 1870–71        | |
| ギュスターヴ・クールベ The Stone Breakers |                                      | 1939–1945      | 第二次世界大戦下、 Dresden Gallery から疎開中に破壊された。 |
| ギュスターヴ・クールベ The Return from the Conference                                                                                             | 1863                                 | 1909           | 反教権主義的観点から持ち主により破壊された。 |
| ギュスターヴ・クールベ Venus and Psyche | 1864                                 | 1945年         | 第二次世界大戦に際して焼失 |
| フィンセント・ファン・ゴッホ Donkey Cart with Boy and Scheveningen Woman                                                                          | 1882                                 | 1940年         | 焼失 |
| Carpaccio, Vittore Virgin and Child Enthroned with Saints Faustinus and Jovita, patron saints of Brescia (the Averoldi Altarpiece)                |                                      |                | Sacristy of S. Giovanni Evangelista, Brescia. 売却先のNational Gallery Londonに向け、輸送していた船がEnglish Channelを渡る際に沈没した。 |
| フィンセント・ファン・ゴッホ The Parsonage Garden at Nuenen with Pond and Figures                                                                 | 1885                                 | 1940年         | ロッテルダム爆撃により焼失 |
| フィンセント・ファン・ゴッホ Windmill on Montmartre                                                                                               | 1886                                 | 1967           | 焼失 |
| フィンセント・ファン・ゴッホ『ひまわり』（F456）                                                                                                  | 1888                                 | 1945年         | 実業家の山本顧彌太が所蔵していたが、阪神大空襲により焼失 。 2014年に陶板による複製画が制作・公開された。 |
| フィンセント・ファン・ゴッホ The Painter on his Way to Work                                                                                       | 1888                                 | 1939–1945      | 第二次世界大戦により喪失 In the Kaiser-Friedrich Museum, Berlin |
| フィンセント・ファン・ゴッホ The Park at Arles with the Entrance Seen Through the Trees                                                           | 1888                                 | 1939–1945      | 第二次世界大戦により喪失 |
| Inness, George The New Jerusalem |                                      | 1880           | マディソン・スクエア・ガーデンの部分崩落に巻き込まれる形で損壊。パーツの一部は回収されており、うちValley of the Olive Treesはボルチモアのウォルターズ美術館で展示されている |
| アンリ・ルソー Portrait of Alfred Jarry | 1895                                 |                | ジャリ本人が破壊した |
| ジョン・シンガー・サージェント Head of Sir Henry Irving                                                                                           |                                      |                | アーヴィング本人が破壊した |
| ウィリアム・メリット・チェイス 『トマス・エイキンズの肖像画』（Portrait of Thomas Eakins）                                                        | 1899                                 |                | エイキンズ本人が破壊したとみられる |
| グスタフ・クリムト Musik II | 1898                                 | 1945年         | ウィーン大学大講堂の天井画の火災により焼失。かつてはLederer家が所蔵していた |
| グスタフ・クリムト Schubert at the Piano | 1899年                               | 1945年         | ウィーン大学大講堂の天井画の火災により焼失。かつてはLederer家が所蔵していた |
| グスタフ・クリムト Portrait of Serena Lederer | 1899年                               | 1945年         | ウィーン大学大講堂の天井画の火災により焼失。かつてはLederer家が所蔵していた |
| グスタフ・クリムト Medicine | 1899年から1907年                     | 1945年         | ウィーン大学大講堂の天井画の火災により焼失。 |
| グスタフ・クリムト Philosophy | 1899年から1907年                     | 1945年         | ウィーン大学大講堂の天井画の火災により焼失。 |
| グスタフ・クリムト Jurisprudence | 1899年から1907年                     | 1945年         | ウィーン大学大講堂の天井画の火災により焼失。 |
| グスタフ・クリムト Golden Apple Tree | 1903                                 | 1945年         | ウィーン大学大講堂の天井画の火災により焼失。かつてはLederer家が所蔵していた |
| グスタフ・クリムト Procession of the Dead | 1903                                 | 1945年         | ウィーン大学大講堂の天井画の火災により焼失。かつてはLederer家が所蔵していた |
| ワシリー・カンディンスキー『コンポジションI』 | 1910                                 | 1944           | イギリスによるブラウンシュヴァイク空襲により破壊。写真のみ現存。 |
| ジョン・スローン Tammany Hall at Night | 1910                                 |                | 移送中の事故により焼失。のちに作者が写真をもとにレプリカを制作した |
| グスタフ・クリムト Farm Garden with Crucifix | 1911–12                              | 1945年         | ウィーン大学大講堂の天井画の火災により焼失。カラー写真のみ現存 |
| ジョセフ・シサキen:Groupe de femmes | 1911–12                              | 1912           | サロン・ドートンヌおよびアンデパンダン展で展示された。 第一次世界大戦により喪失。白黒写真のみ現存 |
| ジョセフ・シサキDanseuse, (Femme à l'éventail) | 1912                                 | 1912           | サロン・ドートンヌなどで展示された。 白黒写真のみ現存 |
| アレクサンダー・アーキペンコ La Vie Familiale (Family Life)                                                                                       | 1912                                 |                | 1912年のサロン・ドートンヌおよび、1913年の アーモリーショーにて展示された。第一次世界大戦により喪失。ニューヨークで展示された際の白黒写真のみ現存 |
| ニニアン・コンパーによる内陣仕切り | 1912                                 | 1993           | 聖エセルブルガ聖母教会の構成物の一部であり、IRAが起こしたビショップゲート爆弾テロ事件 に巻き込まれた。白黒写真のみ現存 |
| ジョセフ・シサキHead (Tête d'homme) | 1913                                 |                | アンデパンダン展（1913年）およびギャラリー・ムース（1920年）で展示された。 白黒写真のみ現存 |
| グスタフ・クリムト Malcesine on Lake Garda | 1913                                 | 1945年         | ウィーン大学大講堂の天井画の火災により焼失。カラー写真のみ現存 |
| グスタフ・クリムト Garden Path with Chickens | 1916                                 | 1945           | ウィーン大学大講堂の天井画の火災により焼失。カラー写真のみ現存 |
| グスタフ・クリムト Portrait of Wally | 1916                                 | 1945年         | ウィーン大学大講堂の天井画の火災により焼失。かつてはLederer家が所蔵していた |
| グスタフ・クリムト The Girlfriends | 1916–17                              | 1945           | ウィーン大学大講堂の天井画の火災により焼失。かつてはLederer家が所蔵していた. カラー写真のみ現存 |
| グスタフ・クリムト Leda | 1917                                 | 1945年         | ウィーン大学大講堂の天井画の火災により焼失。かつてはLederer家が所蔵していた |
| グスタフ・クリムト Gastein | 1917                                 | 1945年         | ウィーン大学大講堂の天井画の火災により焼失。 |
| ヘンリー・シュラディロバート・E・リー像 | 1924                                 | 2023           | バージニア州シャーロッツビルに設置されていたが、2017年のユナイト・ザ・ライト・ラリーを経て、2021年に台座から撤去されたのち、2023年に破壊された |
| クロード・モネ 『睡蓮』 (major study) | 1925                                 | 1958           | ニューヨーク近代美術館の火災により焼失。 |
| クロード・モネ 『睡蓮』 (small study) | 1925                                 | 1961年         | ニューヨーク近代美術館の火災により焼失 |
| ディエゴ・リベラ 『十字路の人物』（壁画） | 1933                                 | 1934           | ネルソン・ロックフェラーの発注で制作されたが、壁画にレーニンがふくまれていたことから反発を呼び、破壊されるに至った。 なお、リベラはのちにメキシコシティにて『宇宙を支配する男』を制作した。 |
| ヒルダ・セリグマン ハイレ・セラシエ1世の胸像 | 1936                                 | 2020           | 元々はハイレ・セラシエ1世本人の亡命先であるロンドンのウィンブルドンにあったが、1957年にキャニサロパークへ移転した。 2020年、エチオピアでの騒乱およびオモロ人迫害に対する抗議活動の中で破壊された。 |
| ジョアン・ミロ 『刈り入れ人』 | 1937                                 | 1937           | パリ万国博覧会のスペイン共和国のパビリオンのために制作されたが、バレンシア移送後に破壊された可能性あり。設置された際に撮影された写真は現存。 |
| サルバドール・ダリ The Seven Lively Arts | 1944                                 | 1956           | アメリカの芸能プロデューサービリー・ローズの依頼で制作した7つの連作のうちの一つで、のちに焼失した。 写真のみ現存 |
| アーシル・ゴーキーのスタジオに保管されていた作品群                                                                                                | 1940–1946                            | 1946           | スタジオの火災により焼失。 |
| アーシル・ゴーキーの作品15点 | 1940–1946                            | 1962           | アメリカン航空1便墜落事故により損壊。 |
| エドワード・ホッパー Corn Belt City | 1947                                 | 1975           | パークアベニューにあるアパートの火災により焼失 |
| グレアム・サザランド『 ウィンストン・チャーチルの肖像画 (サザーランド)』                                                                          | 1954                                 | 1954           | チャーチルの個人秘書により破壊された。カラー写真のみ現存 |
| パブロ・ピカソがドキュメンタリー映画ピカソ－天才の秘密内で制作した作品                                                                            | 1956                                 | 1956           | 撮影中に破壊した |
| パブロ・ピカソ Cubist Head | 1909-1912                            | 1978年         | リオデジャネイロ近代美術館での火災により焼失 |
| パブロ・ピカソ『ドラ・マールの肖像』 | 1937                                 | 1978年         | リオデジャネイロ近代美術館での火災により焼失。 |
| クレイグ・カウフマン による無題のレリーフ壁面（プレキシガラスにアクリルラッカーを塗布）                                                           | 1967                                 | 2006           | ポンピドゥー・センターでの落下により崩壊 |
| ピーター・アレキサンダーによる、ポリエステル製の無題作品                                                                                          | 1971                                 | 2006           | ポンピドゥー・センターでの落下により崩壊 |
| アレクサンダー・カルダースタビル | 1971                                 | 2001年         | アメリカ同時多発テロ事件で損壊。 |
| 流政之 『雲の砦』 | 1972                                 | 2001           | 世界貿易センタービルにて展示されていた。 アメリカ同時多発テロ事件直後は無事だったが、救助隊搬入のために破壊・撤去された。 その後、流本人により『雲の砦』の縮小版である『雲の砦Jr.』が制作された。 |
| ジョアン・ミロとジョセップ・ロヨ 『世界貿易センターのタペストリー』                                                                               | 1973年                               | 2001           | アメリカ同時多発テロ事件 |
| ロイ・リキテンスタイン 『エンタブラチュアシリーズ』(The Entablature Series,一部）                                                                 | 1971年から72年または1974年から1976年 | 2001年         | アメリカ同時多発テロ事件 |
| ジェームズ・ロザッティ Ideogram | 1974                                 | 2001           | アメリカ同時多発テロ事件 。 |
| ルイーズ・ネヴェルソン Sky Gate, New York | 1978年                               | 2001           | アメリカ同時多発テロ事件。 |
| ケネス・バッド Chartist Mural | 1978年                               | 2013           | 115×12フィートのモザイク壁画 。ウェールズのニューポートに設置されていたが、再開発により撤去された |
| Pearl Monument | 1982                                 | 2011           | バーレーンの真珠広場に設置されていたが、2011年バーレーン騒乱の際、政府によって破壊された。 |
| 中央美術学院の学生『 民主の女神像』 | 1989                                 | 1989           | 天安門事件に際して破壊された。事件の追悼行事で複製が作られた例あり。 |
| レイチェル・ホワイトリード "House" temporary sculpture                                                                                            | 1993                                 | 1994           | タワーハムレッツ区議会によって撤去 |
| パブロ・ピカソ The Painter | 1901–1973                            | 1998           | スイス航空111便墜落事故により破壊 |
| トレイシー・エミンEveryone I Have Ever Slept With 1963–1995 ("The Tent")                                                                          | 1995                                 | 2004           | 美術品保管サービスMomartの倉庫火災により焼失。 |
| リチャード・セラ 『ティルテッド・アーク（傾いた弧）』                                                                                             | 1981                                 | 1989           | 通行の妨害になるとの指摘が寄せられたことがきっかけで、セラと委託元であるアメリカ連邦政府の間で論争となり、最終的には撤去に至った。 |
| トーマス・ヘザーウィック 『B of the Bang』 | 2005                                 | 2009           | 解体された。一部のみ現存 |
| マリア・プリマチェンコの作品群 |                                      | 2022           | 2022年ロシアのウクライナ侵攻緒戦におけるイヴァンキフの戦いで、所蔵元のイヴァンキフ歴史・地方史博物館が全焼したことにより損壊した |